# Lista de asteroides (460001-461000)
Esta é uma lista parcial de asteroides, do asteroide número 460001 até o 461000, inclusive. Veja também o índice com todas as listas disponíveis.

| Objeto Próximos à Terra | Cinturão de asteroides (interno) | Cinturão de asteroides (externo) | Centauro       |
| Cruzador de Marte       | Cinturão de asteroides (meio)    | Troianos de Júpiter              | Transnetuniano |

Veja mais dados de cada asteroide na ligação externa para o Minor Planet Center na última coluna.
Índice: 460001... 460101... 460201... 460301... 460401... 460501... 460601... 460701... 460801... 460901... 

## 460001–460100
| Designação | Designação | Descoberta  | Descoberta       | Descobridor(es)     | Categoria | Mais informações / Referência |
| Permanente | Provisória | Data        | Local            | Descobridor(es)     | Categoria | Mais informações / Referência |
| ---------- | ---------- | ----------- | ---------------- | ------------------- | --------- | ----------------------------- |
| 460001     | 2014 OP92  | 10 set 2010 | Mount Lemmon     | Mount Lemmon Survey | —         | MPC                           |
| 460002     | 2014 OY92  | 1 out 2011  | Kitt Peak        | Spacewatch          | —         | MPC                           |
| 460003     | 2014 OY101 | 17 mar 2012 | Mount Lemmon     | Mount Lemmon Survey | Phocaea   | MPC                           |
| 460004     | 2014 OB102 | 29 jun 2005 | Kitt Peak        | Spacewatch          | —         | MPC                           |
| 460005     | 2014 OH103 | 3 fev 2010  | WISE             | WISE                | —         | MPC                           |
| 460006     | 2014 OE108 | 17 nov 2006 | Mount Lemmon     | Mount Lemmon Survey | —         | MPC                           |
| 460007     | 2014 OZ108 | 22 out 2005 | Kitt Peak        | Spacewatch          | —         | MPC                           |
| 460008     | 2014 OU111 | 20 dez 2007 | Mount Lemmon     | Mount Lemmon Survey | —         | MPC                           |
| 460009     | 2014 OJ112 | 26 jul 2008 | Siding Spring    | SSS                 | —         | MPC                           |
| 460010     | 2014 OK115 | 5 nov 2007  | Kitt Peak        | Spacewatch          | —         | MPC                           |
| 460011     | 2014 ON120 | 10 set 2004 | Kitt Peak        | Spacewatch          | —         | MPC                           |
| 460012     | 2014 OQ120 | 7 out 2005  | Kitt Peak        | Spacewatch          | —         | MPC                           |
| 460013     | 2014 OW120 | 13 set 2005 | Kitt Peak        | Spacewatch          | —         | MPC                           |
| 460014     | 2014 OS124 | 26 dez 2005 | Mount Lemmon     | Mount Lemmon Survey | —         | MPC                           |
| 460015     | 2014 OB128 | 8 mai 2006  | Mount Lemmon     | Mount Lemmon Survey | —         | MPC                           |
| 460016     | 2014 OX136 | 28 fev 2008 | Kitt Peak        | Spacewatch          | —         | MPC                           |
| 460017     | 2014 OV137 | 21 nov 2006 | Mount Lemmon     | Mount Lemmon Survey | —         | MPC                           |
| 460018     | 2014 OX138 | 4 set 2010  | Mount Lemmon     | Mount Lemmon Survey | —         | MPC                           |
| 460019     | 2014 OG139 | 8 nov 2007  | Kitt Peak        | Spacewatch          | —         | MPC                           |
| 460020     | 2014 OL139 | 14 set 2007 | Mount Lemmon     | Mount Lemmon Survey | —         | MPC                           |
| 460021     | 2014 OL140 | 18 set 2006 | Kitt Peak        | Spacewatch          | —         | MPC                           |
| 460022     | 2014 OZ141 | 3 out 2010  | Kitt Peak        | Spacewatch          | —         | MPC                           |
| 460023     | 2014 OZ142 | 14 mar 2013 | Kitt Peak        | Spacewatch          | —         | MPC                           |
| 460024     | 2014 OX150 | 19 out 2003 | Kitt Peak        | Spacewatch          | Mitidika  | MPC                           |
| 460025     | 2014 OR151 | 27 dez 2011 | Kitt Peak        | Spacewatch          | —         | MPC                           |
| 460026     | 2014 OL164 | 22 out 2006 | Kitt Peak        | Spacewatch          | —         | MPC                           |
| 460027     | 2014 OA165 | 27 set 2009 | Mount Lemmon     | Mount Lemmon Survey | —         | MPC                           |
| 460028     | 2014 OH165 | 8 mai 2010  | Mount Lemmon     | Mount Lemmon Survey | —         | MPC                           |
| 460029     | 2014 OR168 | 20 out 2008 | Kitt Peak        | Spacewatch          | —         | MPC                           |
| 460030     | 2014 OY169 | 21 out 2011 | Kitt Peak        | Spacewatch          | —         | MPC                           |
| 460031     | 2014 OG171 | 30 set 2010 | Mount Lemmon     | Mount Lemmon Survey | Eos       | MPC                           |
| 460032     | 2014 OR171 | 23 nov 2006 | Mount Lemmon     | Mount Lemmon Survey | —         | MPC                           |
| 460033     | 2014 OA173 | 20 out 2006 | Mount Lemmon     | Mount Lemmon Survey | —         | MPC                           |
| 460034     | 2014 OG177 | 14 dez 2004 | Kitt Peak        | Spacewatch          | —         | MPC                           |
| 460035     | 2014 OJ181 | 2 nov 2006  | Catalina         | CSS                 | —         | MPC                           |
| 460036     | 2014 OE184 | 4 dez 2010  | Mount Lemmon     | Mount Lemmon Survey | —         | MPC                           |
| 460037     | 2014 OK186 | 25 set 2005 | Kitt Peak        | Spacewatch          | —         | MPC                           |
| 460038     | 2014 OK187 | 7 nov 2010  | Mount Lemmon     | Mount Lemmon Survey | —         | MPC                           |
| 460039     | 2014 OO187 | 28 ago 2009 | Kitt Peak        | Spacewatch          | —         | MPC                           |
| 460040     | 2014 OX187 | 11 out 2010 | Mount Lemmon     | Mount Lemmon Survey | —         | MPC                           |
| 460041     | 2014 OG188 | 22 nov 2005 | Kitt Peak        | Spacewatch          | —         | MPC                           |
| 460042     | 2014 OH189 | 23 set 2009 | Mount Lemmon     | Mount Lemmon Survey | —         | MPC                           |
| 460043     | 2014 OE191 | 28 ago 2005 | Kitt Peak        | Spacewatch          | —         | MPC                           |
| 460044     | 2014 OD192 | 30 jul 2010 | WISE             | WISE                | —         | MPC                           |
| 460045     | 2014 OL192 | 1 jul 2014  | Mount Lemmon     | Mount Lemmon Survey | —         | MPC                           |
| 460046     | 2014 OS193 | 30 jan 2009 | Mount Lemmon     | Mount Lemmon Survey | —         | MPC                           |
| 460047     | 2014 OZ194 | 10 set 2007 | Kitt Peak        | Spacewatch          | —         | MPC                           |
| 460048     | 2014 OC196 | 4 set 1999  | Kitt Peak        | Spacewatch          | —         | MPC                           |
| 460049     | 2014 OL197 | 19 dez 2009 | Catalina         | CSS                 | —         | MPC                           |
| 460050     | 2014 OO197 | 30 jul 2010 | WISE             | WISE                | —         | MPC                           |
| 460051     | 2014 OU197 | 28 jan 2010 | WISE             | WISE                | —         | MPC                           |
| 460052     | 2014 OC199 | 20 mai 2013 | Siding Spring    | SSS                 | Phocaea   | MPC                           |
| 460053     | 2014 OH199 | 25 jan 2006 | Kitt Peak        | Spacewatch          | —         | MPC                           |
| 460054     | 2014 OE200 | 12 set 2007 | Catalina         | CSS                 | —         | MPC                           |
| 460055     | 2014 OL200 | 20 out 2007 | Mount Lemmon     | Mount Lemmon Survey | —         | MPC                           |
| 460056     | 2014 OX202 | 18 out 2003 | Kitt Peak        | Spacewatch          | —         | MPC                           |
| 460057     | 2014 OP203 | 18 dez 2004 | Mount Lemmon     | Mount Lemmon Survey | —         | MPC                           |
| 460058     | 2014 OU203 | 18 out 2001 | Socorro          | LINEAR              | —         | MPC                           |
| 460059     | 2014 OU204 | 15 set 2004 | Anderson Mesa    | LONEOS              | —         | MPC                           |
| 460060     | 2014 OZ213 | 15 jan 2009 | Kitt Peak        | Spacewatch          | —         | MPC                           |
| 460061     | 2014 OA220 | 29 out 2011 | Kitt Peak        | Spacewatch          | —         | MPC                           |
| 460062     | 2014 OP223 | 4 dez 2007  | Mount Lemmon     | Mount Lemmon Survey | —         | MPC                           |
| 460063     | 2014 OS225 | 31 out 2010 | Mount Lemmon     | Mount Lemmon Survey | —         | MPC                           |
| 460064     | 2014 OZ226 | 8 out 2004  | Kitt Peak        | Spacewatch          | —         | MPC                           |
| 460065     | 2014 OF229 | 26 out 2009 | Kitt Peak        | Spacewatch          | —         | MPC                           |
| 460066     | 2014 OR229 | 14 dez 2003 | Kitt Peak        | Spacewatch          | —         | MPC                           |
| 460067     | 2014 OB230 | 17 set 2009 | Kitt Peak        | Spacewatch          | —         | MPC                           |
| 460068     | 2014 OY233 | 20 jan 2009 | Kitt Peak        | Spacewatch          | —         | MPC                           |
| 460069     | 2014 OA240 | 11 set 2007 | Mount Lemmon     | Mount Lemmon Survey | —         | MPC                           |
| 460070     | 2014 OJ241 | 11 mai 2010 | Mount Lemmon     | Mount Lemmon Survey | —         | MPC                           |
| 460071     | 2014 OH242 | 3 nov 2008  | Kitt Peak        | Spacewatch          | —         | MPC                           |
| 460072     | 2014 OT251 | 16 ago 2009 | Kitt Peak        | Spacewatch          | —         | MPC                           |
| 460073     | 2014 OV262 | 22 dez 2008 | Kitt Peak        | Spacewatch          | —         | MPC                           |
| 460074     | 2014 OR295 | 18 mai 2010 | WISE             | WISE                | —         | MPC                           |
| 460075     | 2014 OU295 | 31 ago 2005 | Kitt Peak        | Spacewatch          | —         | MPC                           |
| 460076     | 2014 OO296 | 10 nov 2009 | Kitt Peak        | Spacewatch          | —         | MPC                           |
| 460077     | 2014 OS297 | 26 fev 2007 | Mount Lemmon     | Mount Lemmon Survey | —         | MPC                           |
| 460078     | 2014 OZ297 | 25 jan 2007 | Kitt Peak        | Spacewatch          | —         | MPC                           |
| 460079     | 2014 OG298 | 11 mar 2002 | Kitt Peak        | Spacewatch          | —         | MPC                           |
| 460080     | 2014 OT306 | 11 abr 2010 | Kitt Peak        | Spacewatch          | —         | MPC                           |
| 460081     | 2014 OO323 | 10 nov 2004 | Kitt Peak        | Spacewatch          | —         | MPC                           |
| 460082     | 2014 OB334 | 7 set 2000  | Kitt Peak        | Spacewatch          | —         | MPC                           |
| 460083     | 2014 OD336 | 18 jan 2008 | Mount Lemmon     | Mount Lemmon Survey | —         | MPC                           |
| 460084     | 2014 OE341 | 24 dez 2005 | Kitt Peak        | Spacewatch          | —         | MPC                           |
| 460085     | 2014 OT341 | 26 jan 2012 | Mount Lemmon     | Mount Lemmon Survey | —         | MPC                           |
| 460086     | 2014 OS343 | 2 jan 2012  | Kitt Peak        | Spacewatch          | —         | MPC                           |
| 460087     | 2014 OK358 | 2 fev 2005  | Kitt Peak        | Spacewatch          | —         | MPC                           |
| 460088     | 2014 OM373 | 18 set 2003 | Kitt Peak        | Spacewatch          | Mitidika  | MPC                           |
| 460089     | 2014 OU376 | 13 mar 2013 | Kitt Peak        | Spacewatch          | —         | MPC                           |
| 460090     | 2014 OB379 | 6 nov 2010  | Mount Lemmon     | Mount Lemmon Survey | —         | MPC                           |
| 460091     | 2014 OA381 | 7 out 2004  | Kitt Peak        | Spacewatch          | —         | MPC                           |
| 460092     | 2014 OD384 | 25 set 2006 | Catalina         | CSS                 | —         | MPC                           |
| 460093     | 2014 OT387 | 27 jan 2012 | Kitt Peak        | Spacewatch          | —         | MPC                           |
| 460094     | 2014 OP390 | 17 set 2009 | Kitt Peak        | Spacewatch          | —         | MPC                           |
| 460095     | 2014 ON391 | 28 out 2005 | Catalina         | CSS                 | —         | MPC                           |
| 460096     | 2014 PA    | 9 abr 1996  | Kitt Peak        | Spacewatch          | —         | MPC                           |
| 460097     | 2014 PD    | 30 jan 2006 | Kitt Peak        | Spacewatch          | —         | MPC                           |
| 460098     | 2014 PJ    | 8 out 2007  | Catalina         | CSS                 | —         | MPC                           |
| 460099     | 2014 PG2   | 12 set 2009 | Kitt Peak        | Spacewatch          | —         | MPC                           |
| 460100     | 2014 PH5   | 10 ago 2004 | Campo Imperatore | CINEOS              | —         | MPC                           |

## 460101–460200
| Designação | Designação | Descoberta  | Descoberta   | Descobridor(es)     | Categoria | Mais informações / Referência |
| Permanente | Provisória | Data        | Local        | Descobridor(es)     | Categoria | Mais informações / Referência |
| ---------- | ---------- | ----------- | ------------ | ------------------- | --------- | ----------------------------- |
| 460101     | 2014 PY6   | 3 set 2010  | Mount Lemmon | Mount Lemmon Survey | —         | MPC                           |
| 460102     | 2014 PD7   | 13 jan 2010 | WISE         | WISE                | —         | MPC                           |
| 460103     | 2014 PW8   | 5 set 2010  | Mount Lemmon | Mount Lemmon Survey | —         | MPC                           |
| 460104     | 2014 PJ9   | 7 fev 2008  | Kitt Peak    | Spacewatch          | Phocaea   | MPC                           |
| 460105     | 2014 PO9   | 27 dez 1999 | Kitt Peak    | Spacewatch          | —         | MPC                           |
| 460106     | 2014 PP12  | 23 set 2006 | Kitt Peak    | Spacewatch          | —         | MPC                           |
| 460107     | 2014 PG13  | 27 jan 2011 | Mount Lemmon | Mount Lemmon Survey | —         | MPC                           |
| 460108     | 2014 PG17  | 17 out 2010 | Mount Lemmon | Mount Lemmon Survey | —         | MPC                           |
| 460109     | 2014 PR17  | 16 dez 1999 | Kitt Peak    | Spacewatch          | —         | MPC                           |
| 460110     | 2014 PA21  | 7 nov 2007  | Kitt Peak    | Spacewatch          | —         | MPC                           |
| 460111     | 2014 PN23  | 14 set 2007 | Mount Lemmon | Mount Lemmon Survey | —         | MPC                           |
| 460112     | 2014 PK24  | 26 jan 2007 | Kitt Peak    | Spacewatch          | —         | MPC                           |
| 460113     | 2014 PC25  | 4 out 2010  | Socorro      | LINEAR              | —         | MPC                           |
| 460114     | 2014 PX26  | 14 fev 2009 | Mount Lemmon | Mount Lemmon Survey | —         | MPC                           |
| 460115     | 2014 PN28  | 12 set 2007 | Mount Lemmon | Mount Lemmon Survey | —         | MPC                           |
| 460116     | 2014 PY28  | 14 ago 2010 | Kitt Peak    | Spacewatch          | —         | MPC                           |
| 460117     | 2014 PD29  | 16 set 2009 | Catalina     | CSS                 | —         | MPC                           |
| 460118     | 2014 PE29  | 11 out 2010 | Mount Lemmon | Mount Lemmon Survey | —         | MPC                           |
| 460119     | 2014 PV29  | 17 out 2003 | Kitt Peak    | Spacewatch          | Mitidika  | MPC                           |
| 460120     | 2014 PE32  | 12 nov 2010 | Mount Lemmon | Mount Lemmon Survey | —         | MPC                           |
| 460121     | 2014 PB33  | 2 out 2010  | Kitt Peak    | Spacewatch          | —         | MPC                           |
| 460122     | 2014 PG35  | 6 out 1999  | Kitt Peak    | Spacewatch          | —         | MPC                           |
| 460123     | 2014 PH36  | 14 out 1998 | Kitt Peak    | Spacewatch          | —         | MPC                           |
| 460124     | 2014 PS36  | 2 fev 2012  | Mount Lemmon | Mount Lemmon Survey | —         | MPC                           |
| 460125     | 2014 PN39  | 17 out 2011 | Kitt Peak    | Spacewatch          | —         | MPC                           |
| 460126     | 2014 PL40  | 28 out 2005 | Kitt Peak    | Spacewatch          | —         | MPC                           |
| 460127     | 2014 PM40  | 31 mar 2010 | WISE         | WISE                | —         | MPC                           |
| 460128     | 2014 PR40  | 18 ago 2009 | Kitt Peak    | Spacewatch          | Brangane  | MPC                           |
| 460129     | 2014 PJ41  | 25 jan 2011 | Kitt Peak    | Spacewatch          | —         | MPC                           |
| 460130     | 2014 PH42  | 10 fev 2008 | Kitt Peak    | Spacewatch          | Phocaea   | MPC                           |
| 460131     | 2014 PW43  | 30 abr 2009 | Kitt Peak    | Spacewatch          | —         | MPC                           |
| 460132     | 2014 PN44  | 7 out 2004  | Kitt Peak    | Spacewatch          | —         | MPC                           |
| 460133     | 2014 PG45  | 31 jan 2006 | Kitt Peak    | Spacewatch          | —         | MPC                           |
| 460134     | 2014 PJ48  | 19 jan 2012 | Mount Lemmon | Mount Lemmon Survey | —         | MPC                           |
| 460135     | 2014 PF49  | 6 mar 2008  | Catalina     | CSS                 | —         | MPC                           |
| 460136     | 2014 PN50  | 10 jan 2007 | Kitt Peak    | Spacewatch          | —         | MPC                           |
| 460137     | 2014 PB54  | 15 set 2010 | Kitt Peak    | Spacewatch          | —         | MPC                           |
| 460138     | 2014 PH54  | 19 mar 2010 | WISE         | WISE                | —         | MPC                           |
| 460139     | 2014 PR54  | 7 mai 2010  | Mount Lemmon | Mount Lemmon Survey | —         | MPC                           |
| 460140     | 2014 PW54  | 14 nov 2007 | Mount Lemmon | Mount Lemmon Survey | —         | MPC                           |
| 460141     | 2014 PB55  | 11 ago 1997 | Kitt Peak    | Spacewatch          | —         | MPC                           |
| 460142     | 2014 PF55  | 9 nov 2007  | Kitt Peak    | Spacewatch          | —         | MPC                           |
| 460143     | 2014 PE56  | 4 fev 2009  | Mount Lemmon | Mount Lemmon Survey | —         | MPC                           |
| 460144     | 2014 PA57  | 9 jul 2010  | WISE         | WISE                | —         | MPC                           |
| 460145     | 2014 PL57  | 17 nov 2009 | Catalina     | CSS                 | —         | MPC                           |
| 460146     | 2014 PL58  | 8 set 2004  | Socorro      | LINEAR              | —         | MPC                           |
| 460147     | 2014 PO59  | 7 mar 2013  | Kitt Peak    | Spacewatch          | —         | MPC                           |
| 460148     | 2014 PF63  | 7 mai 2010  | Mount Lemmon | Mount Lemmon Survey | —         | MPC                           |
| 460149     | 2014 PJ64  | 7 jun 2008  | Kitt Peak    | Spacewatch          | —         | MPC                           |
| 460150     | 2014 PR65  | 28 jun 2011 | Mount Lemmon | Mount Lemmon Survey | —         | MPC                           |
| 460151     | 2014 PE66  | 18 set 2010 | Mount Lemmon | Mount Lemmon Survey | —         | MPC                           |
| 460152     | 2014 PY68  | 29 out 2010 | Mount Lemmon | Mount Lemmon Survey | —         | MPC                           |
| 460153     | 2014 PR69  | 8 ago 2007  | Socorro      | LINEAR              | —         | MPC                           |
| 460154     | 2014 QQ    | 1 abr 2010  | WISE         | WISE                | —         | MPC                           |
| 460155     | 2014 QG1   | 31 dez 2007 | Kitt Peak    | Spacewatch          | —         | MPC                           |
| 460156     | 2014 QL1   | 14 out 2010 | Mount Lemmon | Mount Lemmon Survey | —         | MPC                           |
| 460157     | 2014 QX1   | 21 nov 2009 | Mount Lemmon | Mount Lemmon Survey | —         | MPC                           |
| 460158     | 2014 QF20  | 10 fev 2008 | Kitt Peak    | Spacewatch          | —         | MPC                           |
| 460159     | 2014 QN20  | 13 set 2007 | Catalina     | CSS                 | —         | MPC                           |
| 460160     | 2014 QN21  | 27 jan 2010 | WISE         | WISE                | —         | MPC                           |
| 460161     | 2014 QS21  | 18 jan 2012 | Kitt Peak    | Spacewatch          | —         | MPC                           |
| 460162     | 2014 QY21  | 31 jan 2010 | WISE         | WISE                | —         | MPC                           |
| 460163     | 2014 QF22  | 10 ago 2010 | Kitt Peak    | Spacewatch          | —         | MPC                           |
| 460164     | 2014 QQ23  | 25 dez 2005 | Kitt Peak    | Spacewatch          | Brangane  | MPC                           |
| 460165     | 2014 QW23  | 2 out 2009  | Mount Lemmon | Mount Lemmon Survey | —         | MPC                           |
| 460166     | 2014 QY24  | 18 jul 2010 | WISE         | WISE                | —         | MPC                           |
| 460167     | 2014 QC27  | 31 out 2006 | Kitt Peak    | Spacewatch          | —         | MPC                           |
| 460168     | 2014 QP27  | 29 set 1997 | Kitt Peak    | Spacewatch          | —         | MPC                           |
| 460169     | 2014 QZ27  | 30 jun 2014 | Mount Lemmon | Mount Lemmon Survey | —         | MPC                           |
| 460170     | 2014 QX29  | 26 set 1995 | Kitt Peak    | Spacewatch          | —         | MPC                           |
| 460171     | 2014 QC30  | 5 nov 1999  | Kitt Peak    | Spacewatch          | Juno      | MPC                           |
| 460172     | 2014 QK30  | 19 ago 2001 | Socorro      | LINEAR              | —         | MPC                           |
| 460173     | 2014 QP30  | 1 jan 2008  | Mount Lemmon | Mount Lemmon Survey | —         | MPC                           |
| 460174     | 2014 QG31  | 5 dez 2005  | Kitt Peak    | Spacewatch          | —         | MPC                           |
| 460175     | 2014 QU31  | 14 jun 2007 | Kitt Peak    | Spacewatch          | —         | MPC                           |
| 460176     | 2014 QX36  | 29 ago 2006 | Kitt Peak    | Spacewatch          | —         | MPC                           |
| 460177     | 2014 QJ38  | 29 out 1994 | Kitt Peak    | Spacewatch          | Brangane  | MPC                           |
| 460178     | 2014 QG45  | 11 mar 2002 | Kitt Peak    | Spacewatch          | —         | MPC                           |
| 460179     | 2014 QL59  | 17 mai 2010 | WISE         | WISE                | —         | MPC                           |
| 460180     | 2014 QF64  | 8 set 2007  | Mount Lemmon | Mount Lemmon Survey | —         | MPC                           |
| 460181     | 2014 QL65  | 1 jan 2012  | Mount Lemmon | Mount Lemmon Survey | —         | MPC                           |
| 460182     | 2014 QF75  | 26 dez 2011 | Kitt Peak    | Spacewatch          | —         | MPC                           |
| 460183     | 2014 QQ77  | 10 set 2007 | Catalina     | CSS                 | —         | MPC                           |
| 460184     | 2014 QK90  | 17 jan 2005 | Socorro      | LINEAR              | —         | MPC                           |
| 460185     | 2014 QS117 | 29 mar 2009 | Mount Lemmon | Mount Lemmon Survey | —         | MPC                           |
| 460186     | 2014 QL119 | 16 out 1995 | Kitt Peak    | Spacewatch          | —         | MPC                           |
| 460187     | 2014 QP120 | 1 out 2005  | Kitt Peak    | Spacewatch          | —         | MPC                           |
| 460188     | 2014 QK121 | 17 set 2006 | Kitt Peak    | Spacewatch          | —         | MPC                           |
| 460189     | 2014 QS128 | 4 mar 2006  | Mount Lemmon | Mount Lemmon Survey | —         | MPC                           |
| 460190     | 2014 QL130 | 29 mar 2012 | Mount Lemmon | Mount Lemmon Survey | —         | MPC                           |
| 460191     | 2014 QJ133 | 28 set 2006 | Mount Lemmon | Mount Lemmon Survey | —         | MPC                           |
| 460192     | 2014 QC135 | 4 mar 2006  | Kitt Peak    | Spacewatch          | —         | MPC                           |
| 460193     | 2014 QP135 | 1 set 2005  | Kitt Peak    | Spacewatch          | —         | MPC                           |
| 460194     | 2014 QE136 | 13 mar 2012 | Mount Lemmon | Mount Lemmon Survey | —         | MPC                           |
| 460195     | 2014 QH137 | 15 nov 2006 | Catalina     | CSS                 | —         | MPC                           |
| 460196     | 2014 QR137 | 29 abr 2009 | Kitt Peak    | Spacewatch          | —         | MPC                           |
| 460197     | 2014 QY137 | 4 abr 2010  | Kitt Peak    | Spacewatch          | —         | MPC                           |
| 460198     | 2014 QY139 | 8 fev 2008  | Kitt Peak    | Spacewatch          | —         | MPC                           |
| 460199     | 2014 QJ140 | 4 fev 2011  | Catalina     | CSS                 | —         | MPC                           |
| 460200     | 2014 QM141 | 28 set 2006 | Kitt Peak    | Spacewatch          | —         | MPC                           |

## 460201–460300
| Designação | Designação | Descoberta  | Descoberta    | Descobridor(es)     | Categoria | Mais informações / Referência |
| Permanente | Provisória | Data        | Local         | Descobridor(es)     | Categoria | Mais informações / Referência |
| ---------- | ---------- | ----------- | ------------- | ------------------- | --------- | ----------------------------- |
| 460201     | 2014 QR145 | 22 out 2011 | Mount Lemmon  | Mount Lemmon Survey | —         | MPC                           |
| 460202     | 2014 QT148 | 2 abr 2010  | WISE          | WISE                | —         | MPC                           |
| 460203     | 2014 QM149 | 27 out 2005 | Kitt Peak     | Spacewatch          | —         | MPC                           |
| 460204     | 2014 QY149 | 2 out 2006  | Mount Lemmon  | Mount Lemmon Survey | —         | MPC                           |
| 460205     | 2014 QM150 | 8 out 2007  | Mount Lemmon  | Mount Lemmon Survey | —         | MPC                           |
| 460206     | 2014 QB164 | 5 set 2007  | Catalina      | CSS                 | —         | MPC                           |
| 460207     | 2014 QO166 | 28 jul 2006 | Siding Spring | SSS                 | —         | MPC                           |
| 460208     | 2014 QU167 | 13 dez 2006 | Kitt Peak     | Spacewatch          | —         | MPC                           |
| 460209     | 2014 QX169 | 12 jan 2010 | WISE          | WISE                | —         | MPC                           |
| 460210     | 2014 QE170 | 14 abr 2008 | Kitt Peak     | Spacewatch          | —         | MPC                           |
| 460211     | 2014 QL170 | 15 set 2007 | Kitt Peak     | Spacewatch          | —         | MPC                           |
| 460212     | 2014 QN171 | 26 mar 2008 | Mount Lemmon  | Mount Lemmon Survey | —         | MPC                           |
| 460213     | 2014 QN172 | 24 fev 2010 | WISE          | WISE                | —         | MPC                           |
| 460214     | 2014 QY172 | 15 out 2007 | Mount Lemmon  | Mount Lemmon Survey | —         | MPC                           |
| 460215     | 2014 QZ173 | 5 set 2010  | Mount Lemmon  | Mount Lemmon Survey | —         | MPC                           |
| 460216     | 2014 QX176 | 18 set 2010 | Mount Lemmon  | Mount Lemmon Survey | —         | MPC                           |
| 460217     | 2014 QY187 | 12 set 2001 | Kitt Peak     | Spacewatch          | —         | MPC                           |
| 460218     | 2014 QO194 | 26 jan 2010 | WISE          | WISE                | —         | MPC                           |
| 460219     | 2014 QF204 | 28 set 2003 | Kitt Peak     | Spacewatch          | Ursula    | MPC                           |
| 460220     | 2014 QJ205 | 10 ago 2010 | Kitt Peak     | Spacewatch          | —         | MPC                           |
| 460221     | 2014 QM205 | 8 fev 2008  | Mount Lemmon  | Mount Lemmon Survey | —         | MPC                           |
| 460222     | 2014 QU205 | 27 set 2003 | Kitt Peak     | Spacewatch          | —         | MPC                           |
| 460223     | 2014 QU213 | 5 abr 2008  | Mount Lemmon  | Mount Lemmon Survey | —         | MPC                           |
| 460224     | 2014 QX214 | 28 mar 2008 | Mount Lemmon  | Mount Lemmon Survey | —         | MPC                           |
| 460225     | 2014 QM216 | 15 jan 2009 | Kitt Peak     | Spacewatch          | —         | MPC                           |
| 460226     | 2014 QK218 | 31 ago 2005 | Kitt Peak     | Spacewatch          | —         | MPC                           |
| 460227     | 2014 QT218 | 16 set 2009 | Mount Lemmon  | Mount Lemmon Survey | —         | MPC                           |
| 460228     | 2014 QP221 | 21 jun 2014 | Mount Lemmon  | Mount Lemmon Survey | —         | MPC                           |
| 460229     | 2014 QJ223 | 21 ago 2006 | Kitt Peak     | Spacewatch          | —         | MPC                           |
| 460230     | 2014 QO228 | 7 set 2004  | Kitt Peak     | Spacewatch          | —         | MPC                           |
| 460231     | 2014 QQ229 | 29 ago 2005 | Kitt Peak     | Spacewatch          | —         | MPC                           |
| 460232     | 2014 QY232 | 25 jul 2010 | WISE          | WISE                | —         | MPC                           |
| 460233     | 2014 QZ235 | 16 nov 1995 | Kitt Peak     | Spacewatch          | —         | MPC                           |
| 460234     | 2014 QL237 | 23 out 2009 | Mount Lemmon  | Mount Lemmon Survey | —         | MPC                           |
| 460235     | 2014 QB240 | 12 ago 1997 | Kitt Peak     | Spacewatch          | —         | MPC                           |
| 460236     | 2014 QG248 | 30 set 2010 | Mount Lemmon  | Mount Lemmon Survey | —         | MPC                           |
| 460237     | 2014 QV252 | 26 jan 2006 | Kitt Peak     | Spacewatch          | —         | MPC                           |
| 460238     | 2014 QU255 | 7 fev 2008  | Mount Lemmon  | Mount Lemmon Survey | —         | MPC                           |
| 460239     | 2014 QL256 | 7 mai 2008  | Mount Lemmon  | Mount Lemmon Survey | —         | MPC                           |
| 460240     | 2014 QC258 | 6 nov 2010  | Mount Lemmon  | Mount Lemmon Survey | —         | MPC                           |
| 460241     | 2014 QW261 | 13 jan 2011 | Mount Lemmon  | Mount Lemmon Survey | —         | MPC                           |
| 460242     | 2014 QE262 | 17 dez 2009 | Mount Lemmon  | Mount Lemmon Survey | —         | MPC                           |
| 460243     | 2014 QN262 | 14 fev 2010 | WISE          | WISE                | —         | MPC                           |
| 460244     | 2014 QR267 | 4 fev 2005  | Kitt Peak     | Spacewatch          | —         | MPC                           |
| 460245     | 2014 QS267 | 27 jun 2010 | WISE          | WISE                | —         | MPC                           |
| 460246     | 2014 QM270 | 4 mar 2005  | Mount Lemmon  | Mount Lemmon Survey | —         | MPC                           |
| 460247     | 2014 QS270 | 6 set 2008  | Catalina      | CSS                 | —         | MPC                           |
| 460248     | 2014 QV273 | 12 mai 2007 | Kitt Peak     | Spacewatch          | —         | MPC                           |
| 460249     | 2014 QY275 | 10 jan 2007 | Kitt Peak     | Spacewatch          | —         | MPC                           |
| 460250     | 2014 QG276 | 29 dez 2011 | Kitt Peak     | Spacewatch          | —         | MPC                           |
| 460251     | 2014 QT276 | 18 jan 2012 | Mount Lemmon  | Mount Lemmon Survey | —         | MPC                           |
| 460252     | 2014 QB277 | 7 nov 2007  | Mount Lemmon  | Mount Lemmon Survey | —         | MPC                           |
| 460253     | 2014 QD278 | 22 out 2009 | Mount Lemmon  | Mount Lemmon Survey | —         | MPC                           |
| 460254     | 2014 QG278 | 21 set 2011 | Kitt Peak     | Spacewatch          | —         | MPC                           |
| 460255     | 2014 QL279 | 31 dez 2007 | Kitt Peak     | Spacewatch          | —         | MPC                           |
| 460256     | 2014 QT283 | 27 set 2009 | Mount Lemmon  | Mount Lemmon Survey | —         | MPC                           |
| 460257     | 2014 QQ284 | 1 nov 2006  | Mount Lemmon  | Mount Lemmon Survey | —         | MPC                           |
| 460258     | 2014 QO285 | 2 jan 2012  | Catalina      | CSS                 | Phocaea   | MPC                           |
| 460259     | 2014 QP294 | 13 set 2005 | Catalina      | CSS                 | —         | MPC                           |
| 460260     | 2014 QF300 | 12 out 2007 | Mount Lemmon  | Mount Lemmon Survey | —         | MPC                           |
| 460261     | 2014 QD301 | 3 nov 2010  | Kitt Peak     | Spacewatch          | —         | MPC                           |
| 460262     | 2014 QJ304 | 25 dez 2010 | Kitt Peak     | Spacewatch          | —         | MPC                           |
| 460263     | 2014 QT307 | 11 set 2010 | Mount Lemmon  | Mount Lemmon Survey | —         | MPC                           |
| 460264     | 2014 QD309 | 1 nov 2010  | Kitt Peak     | Spacewatch          | —         | MPC                           |
| 460265     | 2014 QJ312 | 2 fev 2008  | Mount Lemmon  | Mount Lemmon Survey | —         | MPC                           |
| 460266     | 2014 QM313 | 3 out 2006  | Mount Lemmon  | Mount Lemmon Survey | —         | MPC                           |
| 460267     | 2014 QM314 | 3 mai 2008  | Kitt Peak     | Spacewatch          | Brangane  | MPC                           |
| 460268     | 2014 QG316 | 18 out 2006 | Kitt Peak     | Spacewatch          | —         | MPC                           |
| 460269     | 2014 QC317 | 25 fev 2006 | Kitt Peak     | Spacewatch          | —         | MPC                           |
| 460270     | 2014 QK323 | 6 out 2005  | Mount Lemmon  | Mount Lemmon Survey | —         | MPC                           |
| 460271     | 2014 QR323 | 30 nov 2005 | Kitt Peak     | Spacewatch          | —         | MPC                           |
| 460272     | 2014 QN324 | 25 mar 2006 | Kitt Peak     | Spacewatch          | —         | MPC                           |
| 460273     | 2014 QV325 | 23 mar 2012 | Mount Lemmon  | Mount Lemmon Survey | —         | MPC                           |
| 460274     | 2014 QW325 | 4 jan 2012  | Mount Lemmon  | Mount Lemmon Survey | —         | MPC                           |
| 460275     | 2014 QX329 | 26 jan 2011 | Mount Lemmon  | Mount Lemmon Survey | —         | MPC                           |
| 460276     | 2014 QB333 | 26 mar 2007 | Kitt Peak     | Spacewatch          | —         | MPC                           |
| 460277     | 2014 QE337 | 11 fev 2012 | Mount Lemmon  | Mount Lemmon Survey | Phocaea   | MPC                           |
| 460278     | 2014 QH340 | 28 dez 2005 | Kitt Peak     | Spacewatch          | —         | MPC                           |
| 460279     | 2014 QU343 | 8 out 2004  | Kitt Peak     | Spacewatch          | —         | MPC                           |
| 460280     | 2014 QK346 | 5 ago 2010  | WISE          | WISE                | —         | MPC                           |
| 460281     | 2014 QZ347 | 16 nov 2006 | Mount Lemmon  | Mount Lemmon Survey | —         | MPC                           |
| 460282     | 2014 QU351 | 20 set 2006 | Kitt Peak     | Spacewatch          | Juno      | MPC                           |
| 460283     | 2014 QL354 | 21 dez 2005 | Kitt Peak     | Spacewatch          | —         | MPC                           |
| 460284     | 2014 QW354 | 17 fev 2007 | Mount Lemmon  | Mount Lemmon Survey | —         | MPC                           |
| 460285     | 2014 QU355 | 23 nov 2011 | Mount Lemmon  | Mount Lemmon Survey | —         | MPC                           |
| 460286     | 2014 QP356 | 16 set 2003 | Kitt Peak     | Spacewatch          | —         | MPC                           |
| 460287     | 2014 QU356 | 6 nov 2010  | Mount Lemmon  | Mount Lemmon Survey | —         | MPC                           |
| 460288     | 2014 QC357 | 31 dez 2008 | Kitt Peak     | Spacewatch          | —         | MPC                           |
| 460289     | 2014 QF358 | 3 nov 2005  | Catalina      | CSS                 | —         | MPC                           |
| 460290     | 2014 QQ358 | 26 nov 2005 | Mount Lemmon  | Mount Lemmon Survey | —         | MPC                           |
| 460291     | 2014 QY359 | 28 set 2003 | Kitt Peak     | Spacewatch          | —         | MPC                           |
| 460292     | 2014 QQ360 | 13 set 2005 | Kitt Peak     | Spacewatch          | —         | MPC                           |
| 460293     | 2014 QR361 | 1 mai 2009  | Mount Lemmon  | Mount Lemmon Survey | Phocaea   | MPC                           |
| 460294     | 2014 QC367 | 25 out 2005 | Kitt Peak     | Spacewatch          | —         | MPC                           |
| 460295     | 2014 QL367 | 18 dez 2004 | Mount Lemmon  | Mount Lemmon Survey | —         | MPC                           |
| 460296     | 2014 QQ367 | 13 nov 2007 | Mount Lemmon  | Mount Lemmon Survey | —         | MPC                           |
| 460297     | 2014 QV369 | 23 nov 2006 | Kitt Peak     | Spacewatch          | —         | MPC                           |
| 460298     | 2014 QK370 | 22 nov 2005 | Kitt Peak     | Spacewatch          | —         | MPC                           |
| 460299     | 2014 QP370 | 17 set 2009 | Mount Lemmon  | Mount Lemmon Survey | —         | MPC                           |
| 460300     | 2014 QH371 | 10 set 2007 | Kitt Peak     | Spacewatch          | —         | MPC                           |

## 460301–460400
| Designação | Designação | Descoberta  | Descoberta       | Descobridor(es)     | Categoria | Mais informações / Referência |
| Permanente | Provisória | Data        | Local            | Descobridor(es)     | Categoria | Mais informações / Referência |
| ---------- | ---------- | ----------- | ---------------- | ------------------- | --------- | ----------------------------- |
| 460301     | 2014 QM371 | 18 out 2006 | Kitt Peak        | Spacewatch          | —         | MPC                           |
| 460302     | 2014 QP371 | 30 abr 2010 | WISE             | WISE                | —         | MPC                           |
| 460303     | 2014 QZ371 | 17 out 2010 | Mount Lemmon     | Mount Lemmon Survey | —         | MPC                           |
| 460304     | 2014 QF373 | 5 out 2003  | Kitt Peak        | Spacewatch          | —         | MPC                           |
| 460305     | 2014 QL373 | 22 jan 2006 | Mount Lemmon     | Mount Lemmon Survey | —         | MPC                           |
| 460306     | 2014 QO375 | 21 fev 2009 | Mount Lemmon     | Mount Lemmon Survey | —         | MPC                           |
| 460307     | 2014 QW377 | 4 ago 2008  | Siding Spring    | SSS                 | —         | MPC                           |
| 460308     | 2014 QK378 | 26 out 2005 | Kitt Peak        | Spacewatch          | —         | MPC                           |
| 460309     | 2014 QN379 | 3 out 2003  | Kitt Peak        | Spacewatch          | —         | MPC                           |
| 460310     | 2014 QU380 | 3 abr 2000  | Kitt Peak        | Spacewatch          | —         | MPC                           |
| 460311     | 2014 QY385 | 15 nov 2010 | Mount Lemmon     | Mount Lemmon Survey | —         | MPC                           |
| 460312     | 2014 QU389 | 13 nov 2010 | Mount Lemmon     | Mount Lemmon Survey | —         | MPC                           |
| 460313     | 2014 QF396 | 19 fev 2009 | Kitt Peak        | Spacewatch          | —         | MPC                           |
| 460314     | 2014 QU396 | 31 jul 2008 | Mount Lemmon     | Mount Lemmon Survey | —         | MPC                           |
| 460315     | 2014 QF397 | 25 nov 2005 | Mount Lemmon     | Mount Lemmon Survey | —         | MPC                           |
| 460316     | 2014 QL406 | 7 jan 2005  | Kitt Peak        | Spacewatch          | —         | MPC                           |
| 460317     | 2014 QE407 | 17 fev 2007 | Kitt Peak        | Spacewatch          | —         | MPC                           |
| 460318     | 2014 QL412 | 2 out 2006  | Mount Lemmon     | Mount Lemmon Survey | —         | MPC                           |
| 460319     | 2014 QV412 | 29 ago 2005 | Kitt Peak        | Spacewatch          | —         | MPC                           |
| 460320     | 2014 QE413 | 30 dez 2008 | Mount Lemmon     | Mount Lemmon Survey | —         | MPC                           |
| 460321     | 2014 QH413 | 26 dez 2011 | Kitt Peak        | Spacewatch          | —         | MPC                           |
| 460322     | 2014 QR414 | 28 abr 2008 | Mount Lemmon     | Mount Lemmon Survey | —         | MPC                           |
| 460323     | 2014 QK416 | 24 fev 2006 | Mount Lemmon     | Mount Lemmon Survey | —         | MPC                           |
| 460324     | 2014 QV417 | 29 ago 2005 | Kitt Peak        | Spacewatch          | —         | MPC                           |
| 460325     | 2014 QA418 | 26 jun 2005 | Mount Lemmon     | Mount Lemmon Survey | —         | MPC                           |
| 460326     | 2014 QB418 | 21 mai 2012 | Mount Lemmon     | Mount Lemmon Survey | Juno      | MPC                           |
| 460327     | 2014 QO419 | 19 nov 2003 | Kitt Peak        | Spacewatch          | —         | MPC                           |
| 460328     | 2014 QG422 | 27 mar 2008 | Mount Lemmon     | Mount Lemmon Survey | —         | MPC                           |
| 460329     | 2014 QQ422 | 6 set 2010  | Kitt Peak        | Spacewatch          | —         | MPC                           |
| 460330     | 2014 QG431 | 23 out 2005 | Catalina         | CSS                 | —         | MPC                           |
| 460331     | 2014 QJ431 | 12 jul 2005 | Mount Lemmon     | Mount Lemmon Survey | —         | MPC                           |
| 460332     | 2014 QK432 | 27 set 2000 | Socorro          | LINEAR              | —         | MPC                           |
| 460333     | 2014 QY438 | 12 mar 2010 | WISE             | WISE                | —         | MPC                           |
| 460334     | 2014 RW    | 13 out 2010 | Kitt Peak        | Spacewatch          | —         | MPC                           |
| 460335     | 2014 RE5   | 14 dez 2004 | Kitt Peak        | Spacewatch          | —         | MPC                           |
| 460336     | 2014 RR6   | 11 set 2010 | Mount Lemmon     | Mount Lemmon Survey | —         | MPC                           |
| 460337     | 2014 RS6   | 3 abr 2008  | Mount Lemmon     | Mount Lemmon Survey | —         | MPC                           |
| 460338     | 2014 RC7   | 24 out 2009 | Kitt Peak        | Spacewatch          | —         | MPC                           |
| 460339     | 2014 RJ10  | 20 set 2003 | Kitt Peak        | Spacewatch          | —         | MPC                           |
| 460340     | 2014 RP11  | 27 set 2003 | Socorro          | LINEAR              | —         | MPC                           |
| 460341     | 2014 RC16  | 20 out 2003 | Socorro          | LINEAR              | —         | MPC                           |
| 460342     | 2014 RR21  | 7 nov 2007  | Mount Lemmon     | Mount Lemmon Survey | Mitidika  | MPC                           |
| 460343     | 2014 RM22  | 10 nov 2005 | Catalina         | CSS                 | —         | MPC                           |
| 460344     | 2014 RN23  | 11 set 2010 | Kitt Peak        | Spacewatch          | —         | MPC                           |
| 460345     | 2014 RG24  | 16 fev 2009 | Kitt Peak        | Spacewatch          | —         | MPC                           |
| 460346     | 2014 RM25  | 19 nov 2003 | Campo Imperatore | CINEOS              | —         | MPC                           |
| 460347     | 2014 RD32  | 16 jul 2010 | WISE             | WISE                | —         | MPC                           |
| 460348     | 2014 RH32  | 17 out 2006 | Catalina         | CSS                 | Phocaea   | MPC                           |
| 460349     | 2014 RQ33  | 13 out 2007 | Kitt Peak        | Spacewatch          | —         | MPC                           |
| 460350     | 2014 RM35  | 17 abr 2009 | Mount Lemmon     | Mount Lemmon Survey | —         | MPC                           |
| 460351     | 2014 RK40  | 20 nov 2001 | Socorro          | LINEAR              | —         | MPC                           |
| 460352     | 2014 RM40  | 6 ago 2007  | Siding Spring    | SSS                 | —         | MPC                           |
| 460353     | 2014 RP42  | 26 set 2005 | Kitt Peak        | Spacewatch          | —         | MPC                           |
| 460354     | 2014 RU43  | 28 fev 2008 | Catalina         | CSS                 | —         | MPC                           |
| 460355     | 2014 RW44  | 11 set 2010 | Mount Lemmon     | Mount Lemmon Survey | —         | MPC                           |
| 460356     | 2014 RH45  | 13 mar 2012 | Mount Lemmon     | Mount Lemmon Survey | —         | MPC                           |
| 460357     | 2014 RU45  | 10 nov 2010 | Mount Lemmon     | Mount Lemmon Survey | —         | MPC                           |
| 460358     | 2014 RW45  | 19 set 2008 | Kitt Peak        | Spacewatch          | —         | MPC                           |
| 460359     | 2014 RE47  | 21 jun 2010 | Mount Lemmon     | Mount Lemmon Survey | —         | MPC                           |
| 460360     | 2014 RA48  | 19 set 2001 | Socorro          | LINEAR              | —         | MPC                           |
| 460361     | 2014 RD61  | 3 fev 2008  | Mount Lemmon     | Mount Lemmon Survey | —         | MPC                           |
| 460362     | 2014 RF61  | 28 set 2003 | Anderson Mesa    | LONEOS              | —         | MPC                           |
| 460363     | 2014 RK61  | 24 dez 2011 | Mount Lemmon     | Mount Lemmon Survey | —         | MPC                           |
| 460364     | 2014 RT61  | 18 ago 2007 | Anderson Mesa    | LONEOS              | —         | MPC                           |
| 460365     | 2014 RC62  | 15 ago 2009 | Catalina         | CSS                 | —         | MPC                           |
| 460366     | 2014 SD2   | 9 jan 2007  | Mount Lemmon     | Mount Lemmon Survey | —         | MPC                           |
| 460367     | 2014 SO9   | 4 mai 2005  | Mount Lemmon     | Mount Lemmon Survey | —         | MPC                           |
| 460368     | 2014 SD12  | 5 jul 2005  | Mount Lemmon     | Mount Lemmon Survey | —         | MPC                           |
| 460369     | 2014 SJ13  | 11 nov 2010 | Mount Lemmon     | Mount Lemmon Survey | —         | MPC                           |
| 460370     | 2014 SQ15  | 16 out 2006 | Kitt Peak        | Spacewatch          | —         | MPC                           |
| 460371     | 2014 SZ19  | 9 out 2010  | Mount Lemmon     | Mount Lemmon Survey | —         | MPC                           |
| 460372     | 2014 SB21  | 19 fev 2009 | Kitt Peak        | Spacewatch          | —         | MPC                           |
| 460373     | 2014 SL21  | 18 out 2009 | Mount Lemmon     | Mount Lemmon Survey | —         | MPC                           |
| 460374     | 2014 SJ27  | 29 mar 2008 | Mount Lemmon     | Mount Lemmon Survey | —         | MPC                           |
| 460375     | 2014 SW27  | 14 dez 2010 | Mount Lemmon     | Mount Lemmon Survey | —         | MPC                           |
| 460376     | 2014 SR29  | 7 nov 2010  | Kitt Peak        | Spacewatch          | —         | MPC                           |
| 460377     | 2014 SH31  | 29 fev 2008 | Kitt Peak        | Spacewatch          | —         | MPC                           |
| 460378     | 2014 SL31  | 2 out 2006  | Mount Lemmon     | Mount Lemmon Survey | —         | MPC                           |
| 460379     | 2014 SR31  | 11 nov 2010 | Mount Lemmon     | Mount Lemmon Survey | —         | MPC                           |
| 460380     | 2014 SK37  | 28 set 2006 | Kitt Peak        | Spacewatch          | —         | MPC                           |
| 460381     | 2014 SK42  | 1 nov 2005  | Catalina         | CSS                 | —         | MPC                           |
| 460382     | 2014 SG43  | 16 jan 2011 | Mount Lemmon     | Mount Lemmon Survey | Brangane  | MPC                           |
| 460383     | 2014 ST43  | 19 nov 2007 | Mount Lemmon     | Mount Lemmon Survey | —         | MPC                           |
| 460384     | 2014 SB57  | 9 fev 2008  | Mount Lemmon     | Mount Lemmon Survey | —         | MPC                           |
| 460385     | 2014 SJ59  | 29 jan 2012 | Kitt Peak        | Spacewatch          | —         | MPC                           |
| 460386     | 2014 SF64  | 30 out 2010 | Mount Lemmon     | Mount Lemmon Survey | —         | MPC                           |
| 460387     | 2014 SN64  | 31 mar 2013 | Mount Lemmon     | Mount Lemmon Survey | —         | MPC                           |
| 460388     | 2014 SS64  | 19 nov 2007 | Mount Lemmon     | Mount Lemmon Survey | —         | MPC                           |
| 460389     | 2014 ST65  | 15 nov 2007 | Mount Lemmon     | Mount Lemmon Survey | —         | MPC                           |
| 460390     | 2014 SQ79  | 20 nov 2003 | Socorro          | LINEAR              | —         | MPC                           |
| 460391     | 2014 SW81  | 10 out 2005 | Kitt Peak        | Spacewatch          | —         | MPC                           |
| 460392     | 2014 SD84  | 11 mar 2005 | Mount Lemmon     | Mount Lemmon Survey | —         | MPC                           |
| 460393     | 2014 SH85  | 17 out 2010 | Mount Lemmon     | Mount Lemmon Survey | —         | MPC                           |
| 460394     | 2014 SB87  | 9 set 2007  | Kitt Peak        | Spacewatch          | —         | MPC                           |
| 460395     | 2014 SD88  | 24 abr 2000 | Kitt Peak        | Spacewatch          | —         | MPC                           |
| 460396     | 2014 SN88  | 13 jan 2004 | Kitt Peak        | Spacewatch          | —         | MPC                           |
| 460397     | 2014 SP88  | 26 jan 2006 | Mount Lemmon     | Mount Lemmon Survey | —         | MPC                           |
| 460398     | 2014 SC93  | 5 dez 2005  | Mount Lemmon     | Mount Lemmon Survey | —         | MPC                           |
| 460399     | 2014 SW95  | 13 mai 2004 | Kitt Peak        | Spacewatch          | —         | MPC                           |
| 460400     | 2014 SC97  | 10 set 2010 | Kitt Peak        | Spacewatch          | —         | MPC                           |

## 460401–460500
| Designação | Designação | Descoberta  | Descoberta    | Descobridor(es)     | Categoria | Mais informações / Referência |
| Permanente | Provisória | Data        | Local         | Descobridor(es)     | Categoria | Mais informações / Referência |
| ---------- | ---------- | ----------- | ------------- | ------------------- | --------- | ----------------------------- |
| 460401     | 2014 SG97  | 25 fev 2008 | Mount Lemmon  | Mount Lemmon Survey | —         | MPC                           |
| 460402     | 2014 SB102 | 3 mai 2000  | Kitt Peak     | Spacewatch          | —         | MPC                           |
| 460403     | 2014 SU106 | 4 set 2003  | Kitt Peak     | Spacewatch          | —         | MPC                           |
| 460404     | 2014 SL111 | 22 jan 2006 | Mount Lemmon  | Mount Lemmon Survey | —         | MPC                           |
| 460405     | 2014 SD114 | 24 dez 2006 | Kitt Peak     | Spacewatch          | —         | MPC                           |
| 460406     | 2014 SG116 | 5 out 2004  | Kitt Peak     | Spacewatch          | —         | MPC                           |
| 460407     | 2014 SM117 | 31 out 2005 | Kitt Peak     | Spacewatch          | —         | MPC                           |
| 460408     | 2014 SU117 | 16 dez 2007 | Mount Lemmon  | Mount Lemmon Survey | —         | MPC                           |
| 460409     | 2014 ST118 | 25 fev 2012 | Kitt Peak     | Spacewatch          | —         | MPC                           |
| 460410     | 2014 SY118 | 22 set 2003 | Kitt Peak     | Spacewatch          | —         | MPC                           |
| 460411     | 2014 SO119 | 28 fev 2008 | Kitt Peak     | Spacewatch          | —         | MPC                           |
| 460412     | 2014 SS123 | 13 out 2007 | Mount Lemmon  | Mount Lemmon Survey | —         | MPC                           |
| 460413     | 2014 SW123 | 11 set 2007 | Mount Lemmon  | Mount Lemmon Survey | —         | MPC                           |
| 460414     | 2014 SD124 | 17 out 2009 | Mount Lemmon  | Mount Lemmon Survey | —         | MPC                           |
| 460415     | 2014 SW126 | 18 mai 2013 | Mount Lemmon  | Mount Lemmon Survey | —         | MPC                           |
| 460416     | 2014 SW131 | 22 set 2009 | Kitt Peak     | Spacewatch          | —         | MPC                           |
| 460417     | 2014 SF132 | 9 mar 2005  | Mount Lemmon  | Mount Lemmon Survey | —         | MPC                           |
| 460418     | 2014 SO135 | 28 mar 2010 | WISE          | WISE                | —         | MPC                           |
| 460419     | 2014 SL141 | 25 fev 2012 | Kitt Peak     | Spacewatch          | —         | MPC                           |
| 460420     | 2014 SA142 | 16 mar 2013 | Catalina      | CSS                 | —         | MPC                           |
| 460421     | 2014 SN146 | 25 set 2005 | Kitt Peak     | Spacewatch          | —         | MPC                           |
| 460422     | 2014 SZ153 | 1 mar 2008  | Kitt Peak     | Spacewatch          | —         | MPC                           |
| 460423     | 2014 SG154 | 3 nov 2005  | Mount Lemmon  | Mount Lemmon Survey | —         | MPC                           |
| 460424     | 2014 SH154 | 11 out 2007 | Mount Lemmon  | Mount Lemmon Survey | —         | MPC                           |
| 460425     | 2014 ST154 | 1 fev 2009  | Kitt Peak     | Spacewatch          | —         | MPC                           |
| 460426     | 2014 SP155 | 30 nov 2005 | Kitt Peak     | Spacewatch          | —         | MPC                           |
| 460427     | 2014 SJ156 | 15 set 2004 | Kitt Peak     | Spacewatch          | —         | MPC                           |
| 460428     | 2014 SS157 | 26 mar 2003 | Kitt Peak     | Spacewatch          | —         | MPC                           |
| 460429     | 2014 SY157 | 21 out 2001 | Kitt Peak     | Spacewatch          | —         | MPC                           |
| 460430     | 2014 SJ158 | 1 out 2008  | Mount Lemmon  | Mount Lemmon Survey | —         | MPC                           |
| 460431     | 2014 SG159 | 27 fev 2006 | Mount Lemmon  | Mount Lemmon Survey | Brangane  | MPC                           |
| 460432     | 2014 SA160 | 30 out 2009 | Mount Lemmon  | Mount Lemmon Survey | —         | MPC                           |
| 460433     | 2014 SO160 | 12 out 2010 | Mount Lemmon  | Mount Lemmon Survey | —         | MPC                           |
| 460434     | 2014 SS161 | 13 out 2007 | Kitt Peak     | Spacewatch          | —         | MPC                           |
| 460435     | 2014 SE163 | 27 jan 2007 | Kitt Peak     | Spacewatch          | —         | MPC                           |
| 460436     | 2014 SG165 | 10 set 2004 | Kitt Peak     | Spacewatch          | —         | MPC                           |
| 460437     | 2014 SC166 | 20 fev 2010 | WISE          | WISE                | —         | MPC                           |
| 460438     | 2014 SR166 | 21 out 2003 | Kitt Peak     | Spacewatch          | —         | MPC                           |
| 460439     | 2014 SO167 | 11 dez 2006 | Kitt Peak     | Spacewatch          | —         | MPC                           |
| 460440     | 2014 SA172 | 29 ago 2005 | Kitt Peak     | Spacewatch          | —         | MPC                           |
| 460441     | 2014 SJ175 | 11 out 2010 | Kitt Peak     | Spacewatch          | —         | MPC                           |
| 460442     | 2014 SL179 | 28 fev 2008 | Kitt Peak     | Spacewatch          | —         | MPC                           |
| 460443     | 2014 SV183 | 16 out 2007 | Mount Lemmon  | Mount Lemmon Survey | —         | MPC                           |
| 460444     | 2014 ST188 | 9 mai 2006  | Mount Lemmon  | Mount Lemmon Survey | —         | MPC                           |
| 460445     | 2014 SZ188 | 1 dez 2006  | Mount Lemmon  | Mount Lemmon Survey | —         | MPC                           |
| 460446     | 2014 ST189 | 3 dez 2010  | Kitt Peak     | Spacewatch          | —         | MPC                           |
| 460447     | 2014 ST208 | 11 fev 2002 | Socorro       | LINEAR              | —         | MPC                           |
| 460448     | 2014 SK210 | 2 nov 2010  | Kitt Peak     | Spacewatch          | —         | MPC                           |
| 460449     | 2014 SD211 | 31 jan 2006 | Kitt Peak     | Spacewatch          | —         | MPC                           |
| 460450     | 2014 SE213 | 12 jan 2010 | Mount Lemmon  | Mount Lemmon Survey | —         | MPC                           |
| 460451     | 2014 SF214 | 29 abr 2012 | Kitt Peak     | Spacewatch          | Eos       | MPC                           |
| 460452     | 2014 SH215 | 4 nov 2005  | Mount Lemmon  | Mount Lemmon Survey | —         | MPC                           |
| 460453     | 2014 SV218 | 7 mai 2002  | Anderson Mesa | LONEOS              | —         | MPC                           |
| 460454     | 2014 SX218 | 16 nov 2009 | Mount Lemmon  | Mount Lemmon Survey | —         | MPC                           |
| 460455     | 2014 SP226 | 17 out 1995 | Kitt Peak     | Spacewatch          | —         | MPC                           |
| 460456     | 2014 SZ226 | 30 ago 2005 | Kitt Peak     | Spacewatch          | —         | MPC                           |
| 460457     | 2014 SF227 | 6 nov 2008  | Catalina      | CSS                 | —         | MPC                           |
| 460458     | 2014 SO228 | 30 mar 2008 | Kitt Peak     | Spacewatch          | —         | MPC                           |
| 460459     | 2014 SP228 | 14 out 2009 | Mount Lemmon  | Mount Lemmon Survey | —         | MPC                           |
| 460460     | 2014 SY235 | 28 set 1997 | Kitt Peak     | Spacewatch          | —         | MPC                           |
| 460461     | 2014 SO237 | 23 ago 2004 | Kitt Peak     | Spacewatch          | —         | MPC                           |
| 460462     | 2014 SK257 | 28 ago 2005 | Kitt Peak     | Spacewatch          | —         | MPC                           |
| 460463     | 2014 SJ258 | 28 jan 2007 | Kitt Peak     | Spacewatch          | —         | MPC                           |
| 460464     | 2014 SH260 | 11 mai 2010 | Mount Lemmon  | Mount Lemmon Survey | —         | MPC                           |
| 460465     | 2014 SH263 | 31 jan 2009 | Mount Lemmon  | Mount Lemmon Survey | —         | MPC                           |
| 460466     | 2014 SK264 | 31 jul 2009 | Siding Spring | SSS                 | —         | MPC                           |
| 460467     | 2014 SR264 | 7 mai 2010  | Mount Lemmon  | Mount Lemmon Survey | —         | MPC                           |
| 460468     | 2014 SV264 | 3 nov 2005  | Mount Lemmon  | Mount Lemmon Survey | —         | MPC                           |
| 460469     | 2014 SW264 | 23 out 2003 | Kitt Peak     | Spacewatch          | —         | MPC                           |
| 460470     | 2014 SL265 | 20 dez 2009 | Catalina      | CSS                 | —         | MPC                           |
| 460471     | 2014 SR265 | 20 fev 2009 | Mount Lemmon  | Mount Lemmon Survey | —         | MPC                           |
| 460472     | 2014 SR266 | 29 jul 2008 | Kitt Peak     | Spacewatch          | —         | MPC                           |
| 460473     | 2014 SY266 | 29 abr 2008 | Mount Lemmon  | Mount Lemmon Survey | —         | MPC                           |
| 460474     | 2014 SD267 | 25 abr 2006 | Mount Lemmon  | Mount Lemmon Survey | —         | MPC                           |
| 460475     | 2014 SZ268 | 20 out 2003 | Kitt Peak     | Spacewatch          | —         | MPC                           |
| 460476     | 2014 SD280 | 28 jan 2011 | Kitt Peak     | Spacewatch          | —         | MPC                           |
| 460477     | 2014 SB283 | 3 mai 2013  | Mount Lemmon  | Mount Lemmon Survey | —         | MPC                           |
| 460478     | 2014 SY285 | 27 out 2005 | Kitt Peak     | Spacewatch          | —         | MPC                           |
| 460479     | 2014 SG287 | 1 dez 2005  | Kitt Peak     | Spacewatch          | —         | MPC                           |
| 460480     | 2014 SS288 | 9 nov 2009  | Kitt Peak     | Spacewatch          | —         | MPC                           |
| 460481     | 2014 SZ288 | 18 mar 2010 | Kitt Peak     | Spacewatch          | —         | MPC                           |
| 460482     | 2014 SK289 | 23 out 1995 | Kitt Peak     | Spacewatch          | —         | MPC                           |
| 460483     | 2014 SY291 | 18 set 2009 | Mount Lemmon  | Mount Lemmon Survey | —         | MPC                           |
| 460484     | 2014 SG298 | 9 set 2007  | Kitt Peak     | Spacewatch          | —         | MPC                           |
| 460485     | 2014 SJ301 | 14 jan 2010 | WISE          | WISE                | —         | MPC                           |
| 460486     | 2014 SR302 | 22 set 2009 | Catalina      | CSS                 | —         | MPC                           |
| 460487     | 2014 SE303 | 9 fev 2010  | Mount Lemmon  | Mount Lemmon Survey | —         | MPC                           |
| 460488     | 2014 SR304 | 3 mar 2010  | WISE          | WISE                | —         | MPC                           |
| 460489     | 2014 SS305 | 29 out 1999 | Kitt Peak     | Spacewatch          | —         | MPC                           |
| 460490     | 2014 SD307 | 28 ago 2009 | Kitt Peak     | Spacewatch          | —         | MPC                           |
| 460491     | 2014 SO307 | 5 set 2008  | Kitt Peak     | Spacewatch          | —         | MPC                           |
| 460492     | 2014 SX309 | 8 out 2008  | Kitt Peak     | Spacewatch          | Brangane  | MPC                           |
| 460493     | 2014 SG310 | 1 dez 2003  | Kitt Peak     | Spacewatch          | —         | MPC                           |
| 460494     | 2014 SL310 | 20 fev 2009 | Kitt Peak     | Spacewatch          | —         | MPC                           |
| 460495     | 2014 SZ310 | 23 fev 2012 | Mount Lemmon  | Mount Lemmon Survey | —         | MPC                           |
| 460496     | 2014 SQ311 | 2 out 2003  | Kitt Peak     | Spacewatch          | —         | MPC                           |
| 460497     | 2014 SS311 | 22 nov 2006 | Kitt Peak     | Spacewatch          | —         | MPC                           |
| 460498     | 2014 SK313 | 10 nov 2009 | Mount Lemmon  | Mount Lemmon Survey | —         | MPC                           |
| 460499     | 2014 SF315 | 8 nov 2010  | Kitt Peak     | Spacewatch          | —         | MPC                           |
| 460500     | 2014 SN316 | 3 out 2008  | Mount Lemmon  | Mount Lemmon Survey | —         | MPC                           |

## 460501–460600
| Designação | Designação | Descoberta  | Descoberta    | Descobridor(es)     | Categoria | Mais informações / Referência |
| Permanente | Provisória | Data        | Local         | Descobridor(es)     | Categoria | Mais informações / Referência |
| ---------- | ---------- | ----------- | ------------- | ------------------- | --------- | ----------------------------- |
| 460501     | 2014 SJ317 | 20 set 2000 | Kitt Peak     | Spacewatch          | —         | MPC                           |
| 460502     | 2014 SP317 | 1 mar 2010  | WISE          | WISE                | —         | MPC                           |
| 460503     | 2014 SM318 | 5 set 2008  | Kitt Peak     | Spacewatch          | —         | MPC                           |
| 460504     | 2014 SX323 | 27 mar 2010 | WISE          | WISE                | —         | MPC                           |
| 460505     | 2014 SV327 | 27 mai 2008 | Kitt Peak     | Spacewatch          | —         | MPC                           |
| 460506     | 2014 SP330 | 10 jan 1997 | Kitt Peak     | Spacewatch          | —         | MPC                           |
| 460507     | 2014 SR330 | 12 abr 2010 | WISE          | WISE                | —         | MPC                           |
| 460508     | 2014 SA334 | 28 set 2003 | Kitt Peak     | Spacewatch          | —         | MPC                           |
| 460509     | 2014 SU334 | 27 out 2009 | Mount Lemmon  | Mount Lemmon Survey | —         | MPC                           |
| 460510     | 2014 SP339 | 22 dez 2005 | Kitt Peak     | Spacewatch          | —         | MPC                           |
| 460511     | 2014 SA341 | 5 jan 2011  | Catalina      | CSS                 | —         | MPC                           |
| 460512     | 2014 SS345 | 17 out 2010 | Mount Lemmon  | Mount Lemmon Survey | —         | MPC                           |
| 460513     | 2014 SR346 | 27 nov 2010 | Mount Lemmon  | Mount Lemmon Survey | —         | MPC                           |
| 460514     | 2014 SF347 | 1 out 2003  | Kitt Peak     | Spacewatch          | —         | MPC                           |
| 460515     | 2014 SJ347 | 14 mar 2010 | WISE          | WISE                | —         | MPC                           |
| 460516     | 2014 TC2   | 5 abr 2008  | Mount Lemmon  | Mount Lemmon Survey | —         | MPC                           |
| 460517     | 2014 TW2   | 23 nov 2009 | Kitt Peak     | Spacewatch          | Brangane  | MPC                           |
| 460518     | 2014 TC5   | 15 mar 2008 | Kitt Peak     | Spacewatch          | —         | MPC                           |
| 460519     | 2014 TD5   | 11 nov 2009 | Kitt Peak     | Spacewatch          | —         | MPC                           |
| 460520     | 2014 TJ9   | 15 fev 2010 | WISE          | WISE                | —         | MPC                           |
| 460521     | 2014 TU9   | 5 out 2005  | Kitt Peak     | Spacewatch          | —         | MPC                           |
| 460522     | 2014 TB11  | 24 out 2003 | Kitt Peak     | Spacewatch          | —         | MPC                           |
| 460523     | 2014 TJ11  | 30 nov 2011 | Kitt Peak     | Spacewatch          | —         | MPC                           |
| 460524     | 2014 TQ14  | 26 dez 2005 | Kitt Peak     | Spacewatch          | —         | MPC                           |
| 460525     | 2014 TO15  | 8 ago 2004  | Socorro       | LINEAR              | —         | MPC                           |
| 460526     | 2014 TF16  | 17 out 2003 | Kitt Peak     | Spacewatch          | —         | MPC                           |
| 460527     | 2014 TD23  | 1 out 2005  | Catalina      | CSS                 | —         | MPC                           |
| 460528     | 2014 TS23  | 5 dez 2007  | Kitt Peak     | Spacewatch          | —         | MPC                           |
| 460529     | 2014 TW26  | 17 mar 2010 | WISE          | WISE                | —         | MPC                           |
| 460530     | 2014 TA28  | 2 fev 2006  | Kitt Peak     | Spacewatch          | —         | MPC                           |
| 460531     | 2014 TF28  | 29 jan 2011 | Mount Lemmon  | Mount Lemmon Survey | —         | MPC                           |
| 460532     | 2014 TQ29  | 30 nov 2010 | Mount Lemmon  | Mount Lemmon Survey | —         | MPC                           |
| 460533     | 2014 TA31  | 16 mar 2007 | Kitt Peak     | Spacewatch          | —         | MPC                           |
| 460534     | 2014 TJ31  | 6 set 2008  | Mount Lemmon  | Mount Lemmon Survey | —         | MPC                           |
| 460535     | 2014 TF36  | 6 dez 2005  | Kitt Peak     | Spacewatch          | —         | MPC                           |
| 460536     | 2014 TD38  | 10 out 2005 | Kitt Peak     | Spacewatch          | —         | MPC                           |
| 460537     | 2014 TE39  | 18 dez 2003 | Kitt Peak     | Spacewatch          | —         | MPC                           |
| 460538     | 2014 TW40  | 20 abr 2010 | WISE          | WISE                | —         | MPC                           |
| 460539     | 2014 TX40  | 15 ago 2009 | Siding Spring | SSS                 | —         | MPC                           |
| 460540     | 2014 TN42  | 15 set 2009 | Kitt Peak     | Spacewatch          | —         | MPC                           |
| 460541     | 2014 TA44  | 7 mai 2000  | Kitt Peak     | Spacewatch          | —         | MPC                           |
| 460542     | 2014 TP45  | 18 out 2003 | Kitt Peak     | Spacewatch          | —         | MPC                           |
| 460543     | 2014 TR47  | 8 out 2004  | Kitt Peak     | Spacewatch          | —         | MPC                           |
| 460544     | 2014 TM48  | 2 out 2003  | Kitt Peak     | Spacewatch          | —         | MPC                           |
| 460545     | 2014 TY48  | 27 set 2008 | Mount Lemmon  | Mount Lemmon Survey | —         | MPC                           |
| 460546     | 2014 TP55  | 3 jan 2003  | Socorro       | LINEAR              | Phocaea   | MPC                           |
| 460547     | 2014 TD56  | 18 nov 2009 | Kitt Peak     | Spacewatch          | —         | MPC                           |
| 460548     | 2014 TN56  | 6 dez 2010  | Mount Lemmon  | Mount Lemmon Survey | —         | MPC                           |
| 460549     | 2014 TV56  | 2 mai 2008  | Kitt Peak     | Spacewatch          | —         | MPC                           |
| 460550     | 2014 TK57  | 9 jun 2012  | Mount Lemmon  | Mount Lemmon Survey | —         | MPC                           |
| 460551     | 2014 TL58  | 22 set 2009 | Catalina      | CSS                 | Eos       | MPC                           |
| 460552     | 2014 TX59  | 19 out 2003 | Kitt Peak     | Spacewatch          | —         | MPC                           |
| 460553     | 2014 TY59  | 20 nov 2003 | Kitt Peak     | Spacewatch          | —         | MPC                           |
| 460554     | 2014 TB60  | 20 nov 2003 | Kitt Peak     | Spacewatch          | —         | MPC                           |
| 460555     | 2014 TC62  | 1 abr 2010  | WISE          | WISE                | —         | MPC                           |
| 460556     | 2014 TZ64  | 25 mar 2006 | Kitt Peak     | Spacewatch          | —         | MPC                           |
| 460557     | 2014 TX66  | 19 out 2003 | Kitt Peak     | Spacewatch          | —         | MPC                           |
| 460558     | 2014 TD68  | 14 set 2007 | Mount Lemmon  | Mount Lemmon Survey | —         | MPC                           |
| 460559     | 2014 TE68  | 27 mar 2012 | Catalina      | CSS                 | —         | MPC                           |
| 460560     | 2014 TF68  | 18 set 2010 | Mount Lemmon  | Mount Lemmon Survey | Phocaea   | MPC                           |
| 460561     | 2014 TF69  | 21 out 2008 | Mount Lemmon  | Mount Lemmon Survey | —         | MPC                           |
| 460562     | 2014 TZ71  | 17 ago 1999 | Kitt Peak     | Spacewatch          | —         | MPC                           |
| 460563     | 2014 TR72  | 28 set 2009 | Kitt Peak     | Spacewatch          | —         | MPC                           |
| 460564     | 2014 TV72  | 18 jun 2005 | Mount Lemmon  | Mount Lemmon Survey | —         | MPC                           |
| 460565     | 2014 TM73  | 24 mai 2007 | Mount Lemmon  | Mount Lemmon Survey | —         | MPC                           |
| 460566     | 2014 TA75  | 24 out 2008 | Kitt Peak     | Spacewatch          | —         | MPC                           |
| 460567     | 2014 TF75  | 4 nov 2005  | Kitt Peak     | Spacewatch          | —         | MPC                           |
| 460568     | 2014 TM79  | 23 out 2003 | Kitt Peak     | Spacewatch          | —         | MPC                           |
| 460569     | 2014 TF82  | 15 nov 2003 | Kitt Peak     | Spacewatch          | —         | MPC                           |
| 460570     | 2014 UB    | 3 mar 2006  | Catalina      | CSS                 | Brangane  | MPC                           |
| 460571     | 2014 UX4   | 20 nov 2001 | Socorro       | LINEAR              | —         | MPC                           |
| 460572     | 2014 UW5   | 21 nov 1995 | Kitt Peak     | Spacewatch          | —         | MPC                           |
| 460573     | 2014 UM6   | 30 set 2003 | Kitt Peak     | Spacewatch          | Brangane  | MPC                           |
| 460574     | 2014 UA7   | 8 fev 2007  | Mount Lemmon  | Mount Lemmon Survey | —         | MPC                           |
| 460575     | 2014 UP7   | 18 out 2003 | Kitt Peak     | Spacewatch          | —         | MPC                           |
| 460576     | 2014 UW8   | 16 ago 2009 | Kitt Peak     | Spacewatch          | —         | MPC                           |
| 460577     | 2014 UX12  | 20 fev 2006 | Kitt Peak     | Spacewatch          | —         | MPC                           |
| 460578     | 2014 UH13  | 19 set 2003 | Kitt Peak     | Spacewatch          | Brangane  | MPC                           |
| 460579     | 2014 UV13  | 29 set 2005 | Kitt Peak     | Spacewatch          | Eos       | MPC                           |
| 460580     | 2014 UF14  | 13 mar 2007 | Catalina      | CSS                 | —         | MPC                           |
| 460581     | 2014 UT15  | 21 set 2003 | Kitt Peak     | Spacewatch          | —         | MPC                           |
| 460582     | 2014 UR16  | 26 out 2005 | Kitt Peak     | Spacewatch          | —         | MPC                           |
| 460583     | 2014 UE17  | 29 dez 2005 | Mount Lemmon  | Mount Lemmon Survey | Ino       | MPC                           |
| 460584     | 2014 UR17  | 23 set 2005 | Kitt Peak     | Spacewatch          | —         | MPC                           |
| 460585     | 2014 US18  | 26 mar 2009 | Kitt Peak     | Spacewatch          | —         | MPC                           |
| 460586     | 2014 UZ18  | 15 nov 2003 | Kitt Peak     | Spacewatch          | Eos       | MPC                           |
| 460587     | 2014 UF19  | 20 mai 2006 | Kitt Peak     | Spacewatch          | —         | MPC                           |
| 460588     | 2014 US20  | 25 out 2008 | Mount Lemmon  | Mount Lemmon Survey | —         | MPC                           |
| 460589     | 2014 UM24  | 13 jan 2005 | Kitt Peak     | Spacewatch          | —         | MPC                           |
| 460590     | 2014 UH25  | 28 dez 2005 | Mount Lemmon  | Mount Lemmon Survey | —         | MPC                           |
| 460591     | 2014 UP26  | 9 out 2004  | Kitt Peak     | Spacewatch          | —         | MPC                           |
| 460592     | 2014 UY28  | 8 out 2008  | Mount Lemmon  | Mount Lemmon Survey | Brangane  | MPC                           |
| 460593     | 2014 UT40  | 3 mai 2005  | Kitt Peak     | Spacewatch          | —         | MPC                           |
| 460594     | 2014 UM41  | 3 nov 2005  | Catalina      | CSS                 | —         | MPC                           |
| 460595     | 2014 UC42  | 27 dez 2005 | Mount Lemmon  | Mount Lemmon Survey | —         | MPC                           |
| 460596     | 2014 UK44  | 26 set 2005 | Kitt Peak     | Spacewatch          | —         | MPC                           |
| 460597     | 2014 UV45  | 4 mar 2005  | Mount Lemmon  | Mount Lemmon Survey | —         | MPC                           |
| 460598     | 2014 UK46  | 14 set 2006 | Catalina      | CSS                 | Mitidika  | MPC                           |
| 460599     | 2014 UX46  | 25 out 2003 | Kitt Peak     | Spacewatch          | —         | MPC                           |
| 460600     | 2014 US47  | 14 nov 1995 | Kitt Peak     | Spacewatch          | —         | MPC                           |

## 460601–460700
| Designação | Designação | Descoberta  | Descoberta    | Descobridor(es)     | Categoria | Mais informações / Referência |
| Permanente | Provisória | Data        | Local         | Descobridor(es)     | Categoria | Mais informações / Referência |
| ---------- | ---------- | ----------- | ------------- | ------------------- | --------- | ----------------------------- |
| 460601     | 2014 UO48  | 23 nov 2006 | Mount Lemmon  | Mount Lemmon Survey | —         | MPC                           |
| 460602     | 2014 UM49  | 8 out 2010  | Kitt Peak     | Spacewatch          | —         | MPC                           |
| 460603     | 2014 UE50  | 25 jul 2008 | Mount Lemmon  | Mount Lemmon Survey | —         | MPC                           |
| 460604     | 2014 UO50  | 12 mar 2010 | WISE          | WISE                | —         | MPC                           |
| 460605     | 2014 UB51  | 17 set 2009 | Kitt Peak     | Spacewatch          | —         | MPC                           |
| 460606     | 2014 UL52  | 11 nov 2004 | Kitt Peak     | Spacewatch          | —         | MPC                           |
| 460607     | 2014 UW55  | 6 nov 2005  | Mount Lemmon  | Mount Lemmon Survey | —         | MPC                           |
| 460608     | 2014 UB57  | 28 fev 2010 | WISE          | WISE                | —         | MPC                           |
| 460609     | 2014 UX63  | 14 out 2007 | Mount Lemmon  | Mount Lemmon Survey | —         | MPC                           |
| 460610     | 2014 UC66  | 8 out 2008  | Mount Lemmon  | Mount Lemmon Survey | —         | MPC                           |
| 460611     | 2014 UE66  | 24 out 2005 | Kitt Peak     | Spacewatch          | —         | MPC                           |
| 460612     | 2014 UX67  | 23 set 2008 | Kitt Peak     | Spacewatch          | Brangane  | MPC                           |
| 460613     | 2014 UH68  | 29 out 2003 | Kitt Peak     | Spacewatch          | —         | MPC                           |
| 460614     | 2014 UJ74  | 12 abr 2004 | Kitt Peak     | Spacewatch          | —         | MPC                           |
| 460615     | 2014 UM78  | 20 nov 2006 | Kitt Peak     | Spacewatch          | —         | MPC                           |
| 460616     | 2014 UK79  | 8 nov 2008  | Kitt Peak     | Spacewatch          | —         | MPC                           |
| 460617     | 2014 UD81  | 11 mar 2007 | Mount Lemmon  | Mount Lemmon Survey | —         | MPC                           |
| 460618     | 2014 UD83  | 15 mar 2007 | Kitt Peak     | Spacewatch          | —         | MPC                           |
| 460619     | 2014 UF83  | 14 nov 1995 | Kitt Peak     | Spacewatch          | —         | MPC                           |
| 460620     | 2014 UF84  | 3 mar 2010  | WISE          | WISE                | —         | MPC                           |
| 460621     | 2014 UA85  | 8 nov 2009  | Mount Lemmon  | Mount Lemmon Survey | —         | MPC                           |
| 460622     | 2014 UD85  | 19 set 2003 | Kitt Peak     | Spacewatch          | —         | MPC                           |
| 460623     | 2014 UJ86  | 24 set 2008 | Mount Lemmon  | Mount Lemmon Survey | —         | MPC                           |
| 460624     | 2014 UU89  | 2 mai 2006  | Kitt Peak     | Spacewatch          | —         | MPC                           |
| 460625     | 2014 UW91  | 1 out 2003  | Kitt Peak     | Spacewatch          | —         | MPC                           |
| 460626     | 2014 UY93  | 8 fev 2007  | Mount Lemmon  | Mount Lemmon Survey | —         | MPC                           |
| 460627     | 2014 UP94  | 1 out 2008  | Mount Lemmon  | Mount Lemmon Survey | —         | MPC                           |
| 460628     | 2014 US95  | 19 set 2009 | Mount Lemmon  | Mount Lemmon Survey | —         | MPC                           |
| 460629     | 2014 UX96  | 25 mar 2006 | Mount Lemmon  | Mount Lemmon Survey | —         | MPC                           |
| 460630     | 2014 UB97  | 30 abr 2006 | Kitt Peak     | Spacewatch          | —         | MPC                           |
| 460631     | 2014 UX99  | 8 dez 2010  | Kitt Peak     | Spacewatch          | —         | MPC                           |
| 460632     | 2014 UW101 | 29 set 2005 | Mount Lemmon  | Mount Lemmon Survey | —         | MPC                           |
| 460633     | 2014 UD102 | 24 set 2009 | Mount Lemmon  | Mount Lemmon Survey | —         | MPC                           |
| 460634     | 2014 UT105 | 21 out 2003 | Kitt Peak     | Spacewatch          | —         | MPC                           |
| 460635     | 2014 UA107 | 25 out 2009 | Kitt Peak     | Spacewatch          | Brangane  | MPC                           |
| 460636     | 2014 UB108 | 13 abr 2004 | Kitt Peak     | Spacewatch          | —         | MPC                           |
| 460637     | 2014 UV108 | 31 mar 2003 | Kitt Peak     | Spacewatch          | —         | MPC                           |
| 460638     | 2014 UZ108 | 23 jan 2006 | Kitt Peak     | Spacewatch          | —         | MPC                           |
| 460639     | 2014 UE113 | 30 nov 2003 | Kitt Peak     | Spacewatch          | —         | MPC                           |
| 460640     | 2014 UR113 | 25 fev 2006 | Kitt Peak     | Spacewatch          | —         | MPC                           |
| 460641     | 2014 UO116 | 13 set 2004 | Anderson Mesa | LONEOS              | —         | MPC                           |
| 460642     | 2014 UR117 | 4 dez 2007  | Mount Lemmon  | Mount Lemmon Survey | —         | MPC                           |
| 460643     | 2014 US117 | 9 abr 2010  | WISE          | WISE                | —         | MPC                           |
| 460644     | 2014 UT120 | 29 abr 2012 | Mount Lemmon  | Mount Lemmon Survey | —         | MPC                           |
| 460645     | 2014 UF121 | 28 set 2003 | Kitt Peak     | Spacewatch          | —         | MPC                           |
| 460646     | 2014 UH125 | 22 set 2008 | Mount Lemmon  | Mount Lemmon Survey | Croatia   | MPC                           |
| 460647     | 2014 UJ126 | 23 nov 2006 | Mount Lemmon  | Mount Lemmon Survey | —         | MPC                           |
| 460648     | 2014 UT126 | 31 out 2010 | Kitt Peak     | Spacewatch          | —         | MPC                           |
| 460649     | 2014 UV130 | 1 nov 2005  | Kitt Peak     | Spacewatch          | —         | MPC                           |
| 460650     | 2014 UQ131 | 4 nov 2005  | Catalina      | CSS                 | —         | MPC                           |
| 460651     | 2014 UN134 | 25 out 2003 | Kitt Peak     | Spacewatch          | —         | MPC                           |
| 460652     | 2014 UM135 | 16 ago 2009 | Kitt Peak     | Spacewatch          | —         | MPC                           |
| 460653     | 2014 UN135 | 14 set 2005 | Kitt Peak     | Spacewatch          | Henan     | MPC                           |
| 460654     | 2014 US135 | 19 set 2003 | Kitt Peak     | Spacewatch          | —         | MPC                           |
| 460655     | 2014 UC138 | 27 out 2009 | Mount Lemmon  | Mount Lemmon Survey | —         | MPC                           |
| 460656     | 2014 UD140 | 24 nov 2011 | Mount Lemmon  | Mount Lemmon Survey | —         | MPC                           |
| 460657     | 2014 UZ142 | 11 mar 2007 | Kitt Peak     | Spacewatch          | —         | MPC                           |
| 460658     | 2014 UU143 | 10 nov 2009 | Kitt Peak     | Spacewatch          | Brangane  | MPC                           |
| 460659     | 2014 UE144 | 2 abr 2006  | Kitt Peak     | Spacewatch          | —         | MPC                           |
| 460660     | 2014 UW148 | 10 mar 2007 | Mount Lemmon  | Mount Lemmon Survey | —         | MPC                           |
| 460661     | 2014 UG149 | 5 jul 2005  | Mount Lemmon  | Mount Lemmon Survey | —         | MPC                           |
| 460662     | 2014 UC150 | 11 out 2009 | Mount Lemmon  | Mount Lemmon Survey | —         | MPC                           |
| 460663     | 2014 UR155 | 10 out 2010 | Mount Lemmon  | Mount Lemmon Survey | Phocaea   | MPC                           |
| 460664     | 2014 UA156 | 25 set 2008 | Kitt Peak     | Spacewatch          | —         | MPC                           |
| 460665     | 2014 UQ156 | 9 nov 2009  | Kitt Peak     | Spacewatch          | Brangane  | MPC                           |
| 460666     | 2014 US156 | 1 dez 2010  | Mount Lemmon  | Mount Lemmon Survey | —         | MPC                           |
| 460667     | 2014 UZ156 | 1 dez 2003  | Kitt Peak     | Spacewatch          | —         | MPC                           |
| 460668     | 2014 UA157 | 3 nov 2005  | Kitt Peak     | Spacewatch          | —         | MPC                           |
| 460669     | 2014 UC157 | 28 out 2005 | Mount Lemmon  | Mount Lemmon Survey | —         | MPC                           |
| 460670     | 2014 UE157 | 2 jan 2006  | Mount Lemmon  | Mount Lemmon Survey | —         | MPC                           |
| 460671     | 2014 UF161 | 5 dez 2005  | Mount Lemmon  | Mount Lemmon Survey | —         | MPC                           |
| 460672     | 2014 UL163 | 7 dez 2005  | Kitt Peak     | Spacewatch          | —         | MPC                           |
| 460673     | 2014 UU163 | 1 out 2003  | Anderson Mesa | LONEOS              | —         | MPC                           |
| 460674     | 2014 UB164 | 31 out 2008 | Mount Lemmon  | Mount Lemmon Survey | —         | MPC                           |
| 460675     | 2014 UB165 | 10 jul 2005 | Kitt Peak     | Spacewatch          | Meliboea  | MPC                           |
| 460676     | 2014 UW165 | 30 nov 2005 | Kitt Peak     | Spacewatch          | —         | MPC                           |
| 460677     | 2014 UX169 | 16 mai 2012 | Kitt Peak     | Spacewatch          | —         | MPC                           |
| 460678     | 2014 UK170 | 21 set 2009 | Catalina      | CSS                 | —         | MPC                           |
| 460679     | 2014 UJ172 | 20 mar 2010 | WISE          | WISE                | —         | MPC                           |
| 460680     | 2014 UR172 | 12 jan 2011 | Mount Lemmon  | Mount Lemmon Survey | —         | MPC                           |
| 460681     | 2014 US176 | 30 abr 2006 | Anderson Mesa | LONEOS              | —         | MPC                           |
| 460682     | 2014 UC177 | 4 out 2006  | Mount Lemmon  | Mount Lemmon Survey | —         | MPC                           |
| 460683     | 2014 UG179 | 31 jan 2009 | Mount Lemmon  | Mount Lemmon Survey | —         | MPC                           |
| 460684     | 2014 UB180 | 4 mai 2006  | Kitt Peak     | Spacewatch          | —         | MPC                           |
| 460685     | 2014 US180 | 21 out 2007 | Kitt Peak     | Spacewatch          | —         | MPC                           |
| 460686     | 2014 UC182 | 11 set 2004 | Kitt Peak     | Spacewatch          | —         | MPC                           |
| 460687     | 2014 UL182 | 19 nov 2007 | Kitt Peak     | Spacewatch          | —         | MPC                           |
| 460688     | 2014 UX185 | 1 out 2003  | Kitt Peak     | Spacewatch          | Brangane  | MPC                           |
| 460689     | 2014 UB187 | 24 set 2008 | Kitt Peak     | Spacewatch          | —         | MPC                           |
| 460690     | 2014 UA188 | 24 out 2004 | Kitt Peak     | Spacewatch          | —         | MPC                           |
| 460691     | 2014 UV189 | 20 set 2001 | Socorro       | LINEAR              | —         | MPC                           |
| 460692     | 2014 UJ191 | 30 mar 2008 | Kitt Peak     | Spacewatch          | —         | MPC                           |
| 460693     | 2014 UV195 | 31 out 2010 | Kitt Peak     | Spacewatch          | —         | MPC                           |
| 460694     | 2014 UY195 | 18 ago 2009 | Kitt Peak     | Spacewatch          | —         | MPC                           |
| 460695     | 2014 UL197 | 2 nov 2010  | Kitt Peak     | Spacewatch          | —         | MPC                           |
| 460696     | 2014 UY199 | 2 dez 2005  | Kitt Peak     | Spacewatch          | Eos       | MPC                           |
| 460697     | 2014 UB200 | 16 nov 2009 | Mount Lemmon  | Mount Lemmon Survey | —         | MPC                           |
| 460698     | 2014 UZ200 | 10 dez 2004 | Kitt Peak     | Spacewatch          | —         | MPC                           |
| 460699     | 2014 UP202 | 2 mar 2010  | WISE          | WISE                | —         | MPC                           |
| 460700     | 2014 UW205 | 25 out 2008 | Catalina      | CSS                 | —         | MPC                           |

## 460701–460800
| Designação | Designação | Descoberta  | Descoberta    | Descobridor(es)     | Categoria | Mais informações / Referência |
| Permanente | Provisória | Data        | Local         | Descobridor(es)     | Categoria | Mais informações / Referência |
| ---------- | ---------- | ----------- | ------------- | ------------------- | --------- | ----------------------------- |
| 460701     | 2014 UK208 | 20 dez 2004 | Mount Lemmon  | Mount Lemmon Survey | —         | MPC                           |
| 460702     | 2014 UQ209 | 2 dez 2008  | Mount Lemmon  | Mount Lemmon Survey | —         | MPC                           |
| 460703     | 2014 UK214 | 16 jan 2005 | Kitt Peak     | Spacewatch          | —         | MPC                           |
| 460704     | 2014 UF215 | 8 jan 2011  | Mount Lemmon  | Mount Lemmon Survey | —         | MPC                           |
| 460705     | 2014 UG216 | 21 mai 2006 | Kitt Peak     | Spacewatch          | —         | MPC                           |
| 460706     | 2014 UO216 | 14 dez 2010 | Mount Lemmon  | Mount Lemmon Survey | —         | MPC                           |
| 460707     | 2014 US216 | 11 set 2004 | Kitt Peak     | Spacewatch          | Eos       | MPC                           |
| 460708     | 2014 UN217 | 14 out 2001 | Socorro       | LINEAR              | —         | MPC                           |
| 460709     | 2014 UX218 | 28 set 2008 | Catalina      | CSS                 | —         | MPC                           |
| 460710     | 2014 UY220 | 19 set 2001 | Socorro       | LINEAR              | —         | MPC                           |
| 460711     | 2014 UO223 | 10 set 2010 | Kitt Peak     | Spacewatch          | —         | MPC                           |
| 460712     | 2014 UD224 | 10 nov 2004 | Kitt Peak     | Spacewatch          | Brangane  | MPC                           |
| 460713     | 2014 VB    | 30 jul 2005 | Siding Spring | SSS                 | —         | MPC                           |
| 460714     | 2014 VH3   | 1 out 2005  | Catalina      | CSS                 | —         | MPC                           |
| 460715     | 2014 VK3   | 19 dez 2007 | Mount Lemmon  | Mount Lemmon Survey | —         | MPC                           |
| 460716     | 2014 VP3   | 11 nov 2001 | Socorro       | LINEAR              | Phocaea   | MPC                           |
| 460717     | 2014 VT3   | 2 fev 2010  | WISE          | WISE                | —         | MPC                           |
| 460718     | 2014 VY3   | 30 out 2010 | Mount Lemmon  | Mount Lemmon Survey | —         | MPC                           |
| 460719     | 2014 VP4   | 28 set 2008 | Catalina      | CSS                 | —         | MPC                           |
| 460720     | 2014 VM5   | 14 set 2007 | Catalina      | CSS                 | Flora     | MPC                           |
| 460721     | 2014 VG7   | 19 dez 2004 | Mount Lemmon  | Mount Lemmon Survey | —         | MPC                           |
| 460722     | 2014 VJ8   | 26 nov 2005 | Kitt Peak     | Spacewatch          | —         | MPC                           |
| 460723     | 2014 VN8   | 30 out 2005 | Mount Lemmon  | Mount Lemmon Survey | —         | MPC                           |
| 460724     | 2014 VJ9   | 18 dez 2004 | Mount Lemmon  | Mount Lemmon Survey | —         | MPC                           |
| 460725     | 2014 VQ10  | 31 mai 2013 | Kitt Peak     | Spacewatch          | Phocaea   | MPC                           |
| 460726     | 2014 VS11  | 15 set 2007 | Mount Lemmon  | Mount Lemmon Survey | —         | MPC                           |
| 460727     | 2014 VX11  | 3 set 2010  | Mount Lemmon  | Mount Lemmon Survey | —         | MPC                           |
| 460728     | 2014 VM12  | 8 mar 2005  | Mount Lemmon  | Mount Lemmon Survey | Mitidika  | MPC                           |
| 460729     | 2014 VU12  | 18 dez 2009 | Catalina      | CSS                 | —         | MPC                           |
| 460730     | 2014 VC13  | 12 abr 2010 | WISE          | WISE                | —         | MPC                           |
| 460731     | 2014 VG13  | 23 out 2009 | Mount Lemmon  | Mount Lemmon Survey | —         | MPC                           |
| 460732     | 2014 VS14  | 3 nov 2007  | Mount Lemmon  | Mount Lemmon Survey | —         | MPC                           |
| 460733     | 2014 VB16  | 12 set 2009 | Kitt Peak     | Spacewatch          | —         | MPC                           |
| 460734     | 2014 VV16  | 12 out 2009 | Mount Lemmon  | Mount Lemmon Survey | —         | MPC                           |
| 460735     | 2014 VF17  | 20 nov 2003 | Kitt Peak     | Spacewatch          | —         | MPC                           |
| 460736     | 2014 VJ17  | 13 mar 2010 | WISE          | WISE                | —         | MPC                           |
| 460737     | 2014 VT18  | 24 out 2005 | Kitt Peak     | Spacewatch          | —         | MPC                           |
| 460738     | 2014 VB19  | 24 out 2005 | Kitt Peak     | Spacewatch          | —         | MPC                           |
| 460739     | 2014 VD19  | 20 nov 2003 | Socorro       | LINEAR              | Ursula    | MPC                           |
| 460740     | 2014 VL19  | 13 nov 2006 | Catalina      | CSS                 | —         | MPC                           |
| 460741     | 2014 VK20  | 4 set 2008  | Kitt Peak     | Spacewatch          | —         | MPC                           |
| 460742     | 2014 VP20  | 19 set 2003 | Kitt Peak     | Spacewatch          | —         | MPC                           |
| 460743     | 2014 VZ20  | 24 abr 2006 | Kitt Peak     | Spacewatch          | Brangane  | MPC                           |
| 460744     | 2014 VB22  | 9 mar 2005  | Catalina      | CSS                 | —         | MPC                           |
| 460745     | 2014 VP22  | 13 mar 2007 | Mount Lemmon  | Mount Lemmon Survey | —         | MPC                           |
| 460746     | 2014 VP23  | 29 set 2008 | Mount Lemmon  | Mount Lemmon Survey | —         | MPC                           |
| 460747     | 2014 VJ24  | 29 nov 2003 | Kitt Peak     | Spacewatch          | —         | MPC                           |
| 460748     | 2014 VN25  | 14 dez 2003 | Kitt Peak     | Spacewatch          | —         | MPC                           |
| 460749     | 2014 VV25  | 24 nov 2003 | Anderson Mesa | LONEOS              | —         | MPC                           |
| 460750     | 2014 VJ26  | 30 set 2009 | Mount Lemmon  | Mount Lemmon Survey | —         | MPC                           |
| 460751     | 2014 VQ26  | 26 nov 2005 | Mount Lemmon  | Mount Lemmon Survey | Eos       | MPC                           |
| 460752     | 2014 VL27  | 6 dez 2005  | Kitt Peak     | Spacewatch          | —         | MPC                           |
| 460753     | 2014 VQ27  | 20 dez 2004 | Mount Lemmon  | Mount Lemmon Survey | Brangane  | MPC                           |
| 460754     | 2014 VF28  | 28 set 2008 | Mount Lemmon  | Mount Lemmon Survey | —         | MPC                           |
| 460755     | 2014 VU28  | 22 set 2008 | Catalina      | CSS                 | —         | MPC                           |
| 460756     | 2014 VK29  | 9 nov 2009  | Kitt Peak     | Spacewatch          | —         | MPC                           |
| 460757     | 2014 VY29  | 8 out 2004  | Kitt Peak     | Spacewatch          | —         | MPC                           |
| 460758     | 2014 VJ30  | 18 out 2009 | Mount Lemmon  | Mount Lemmon Survey | —         | MPC                           |
| 460759     | 2014 VD31  | 12 out 2009 | Mount Lemmon  | Mount Lemmon Survey | Charis    | MPC                           |
| 460760     | 2014 VH32  | 23 out 2006 | Mount Lemmon  | Mount Lemmon Survey | —         | MPC                           |
| 460761     | 2014 VK33  | 3 dez 2008  | Kitt Peak     | Spacewatch          | —         | MPC                           |
| 460762     | 2014 VQ33  | 17 dez 2001 | Socorro       | LINEAR              | —         | MPC                           |
| 460763     | 2014 VW34  | 19 nov 2009 | Kitt Peak     | Spacewatch          | —         | MPC                           |
| 460764     | 2014 VT36  | 29 out 2008 | Mount Lemmon  | Mount Lemmon Survey | —         | MPC                           |
| 460765     | 2014 VA37  | 17 nov 2009 | Kitt Peak     | Spacewatch          | Brangane  | MPC                           |
| 460766     | 2014 WC2   | 1 abr 2011  | Mount Lemmon  | Mount Lemmon Survey | —         | MPC                           |
| 460767     | 2014 WZ2   | 29 mai 2012 | Mount Lemmon  | Mount Lemmon Survey | Brangane  | MPC                           |
| 460768     | 2014 WH3   | 20 set 2008 | Catalina      | CSS                 | —         | MPC                           |
| 460769     | 2014 WK3   | 18 nov 2009 | Kitt Peak     | Spacewatch          | —         | MPC                           |
| 460770     | 2014 WH4   | 16 abr 2010 | WISE          | WISE                | —         | MPC                           |
| 460771     | 2014 WW7   | 21 set 2009 | Kitt Peak     | Spacewatch          | —         | MPC                           |
| 460772     | 2014 WY7   | 28 mar 2008 | Kitt Peak     | Spacewatch          | —         | MPC                           |
| 460773     | 2014 WR10  | 29 jul 2008 | Kitt Peak     | Spacewatch          | —         | MPC                           |
| 460774     | 2014 WX10  | 17 out 2003 | Kitt Peak     | Spacewatch          | —         | MPC                           |
| 460775     | 2014 WB11  | 1 abr 2012  | Mount Lemmon  | Mount Lemmon Survey | —         | MPC                           |
| 460776     | 2014 WJ13  | 20 set 2008 | Kitt Peak     | Spacewatch          | —         | MPC                           |
| 460777     | 2014 WM16  | 14 dez 2010 | Mount Lemmon  | Mount Lemmon Survey | —         | MPC                           |
| 460778     | 2014 WR17  | 7 abr 2006  | Kitt Peak     | Spacewatch          | —         | MPC                           |
| 460779     | 2014 WM18  | 26 out 2009 | Mount Lemmon  | Mount Lemmon Survey | —         | MPC                           |
| 460780     | 2014 WP18  | 18 abr 2010 | WISE          | WISE                | —         | MPC                           |
| 460781     | 2014 WY18  | 18 abr 2012 | Kitt Peak     | Spacewatch          | —         | MPC                           |
| 460782     | 2014 WR19  | 18 nov 2003 | Kitt Peak     | Spacewatch          | —         | MPC                           |
| 460783     | 2014 WH20  | 18 out 2003 | Kitt Peak     | Spacewatch          | Brangane  | MPC                           |
| 460784     | 2014 WT22  | 10 out 2008 | Mount Lemmon  | Mount Lemmon Survey | —         | MPC                           |
| 460785     | 2014 WF25  | 7 jan 2011  | Kitt Peak     | Spacewatch          | Themis    | MPC                           |
| 460786     | 2014 WS26  | 4 out 2013  | Mount Lemmon  | Mount Lemmon Survey | —         | MPC                           |
| 460787     | 2014 WW27  | 1 out 2005  | Kitt Peak     | Spacewatch          | —         | MPC                           |
| 460788     | 2014 WD30  | 3 out 2010  | Catalina      | CSS                 | —         | MPC                           |
| 460789     | 2014 WD31  | 27 set 2003 | Kitt Peak     | Spacewatch          | —         | MPC                           |
| 460790     | 2014 WH32  | 24 jun 2011 | Mount Lemmon  | Mount Lemmon Survey | —         | MPC                           |
| 460791     | 2014 WH35  | 28 set 2008 | Mount Lemmon  | Mount Lemmon Survey | —         | MPC                           |
| 460792     | 2014 WQ36  | 2 fev 2006  | Mount Lemmon  | Mount Lemmon Survey | —         | MPC                           |
| 460793     | 2014 WZ36  | 14 set 2005 | Kitt Peak     | Spacewatch          | —         | MPC                           |
| 460794     | 2014 WK37  | 14 dez 2001 | Kitt Peak     | Spacewatch          | —         | MPC                           |
| 460795     | 2014 WZ37  | 8 mar 2008  | Mount Lemmon  | Mount Lemmon Survey | —         | MPC                           |
| 460796     | 2014 WW41  | 30 jan 2006 | Kitt Peak     | Spacewatch          | —         | MPC                           |
| 460797     | 2014 WQ42  | 4 dez 2005  | Kitt Peak     | Spacewatch          | —         | MPC                           |
| 460798     | 2014 WT43  | 8 out 2008  | Mount Lemmon  | Mount Lemmon Survey | —         | MPC                           |
| 460799     | 2014 WP44  | 9 fev 2005  | Kitt Peak     | Spacewatch          | —         | MPC                           |
| 460800     | 2014 WF45  | 23 set 2008 | Kitt Peak     | Spacewatch          | —         | MPC                           |

## 460801–460900
| Designação | Designação | Descoberta  | Descoberta    | Descobridor(es)     | Categoria | Mais informações / Referência |
| Permanente | Provisória | Data        | Local         | Descobridor(es)     | Categoria | Mais informações / Referência |
| ---------- | ---------- | ----------- | ------------- | ------------------- | --------- | ----------------------------- |
| 460801     | 2014 WJ47  | 16 mar 2007 | Kitt Peak     | Spacewatch          | —         | MPC                           |
| 460802     | 2014 WO47  | 28 out 2008 | Mount Lemmon  | Mount Lemmon Survey | —         | MPC                           |
| 460803     | 2014 WR47  | 28 mar 2008 | Mount Lemmon  | Mount Lemmon Survey | —         | MPC                           |
| 460804     | 2014 WW47  | 26 set 1995 | Kitt Peak     | Spacewatch          | —         | MPC                           |
| 460805     | 2014 WK49  | 22 jan 2006 | Mount Lemmon  | Mount Lemmon Survey | —         | MPC                           |
| 460806     | 2014 WY49  | 18 dez 2003 | Kitt Peak     | Spacewatch          | —         | MPC                           |
| 460807     | 2014 WM50  | 10 mai 2007 | Mount Lemmon  | Mount Lemmon Survey | —         | MPC                           |
| 460808     | 2014 WP51  | 25 ago 2004 | Kitt Peak     | Spacewatch          | —         | MPC                           |
| 460809     | 2014 WQ51  | 2 fev 2006  | Kitt Peak     | Spacewatch          | —         | MPC                           |
| 460810     | 2014 WV51  | 18 set 2009 | Kitt Peak     | Spacewatch          | —         | MPC                           |
| 460811     | 2014 WW51  | 13 dez 2006 | Kitt Peak     | Spacewatch          | —         | MPC                           |
| 460812     | 2014 WZ51  | 26 jan 2001 | Kitt Peak     | Spacewatch          | —         | MPC                           |
| 460813     | 2014 WK52  | 21 out 2003 | Kitt Peak     | Spacewatch          | —         | MPC                           |
| 460814     | 2014 WC53  | 6 fev 2002  | Kitt Peak     | Spacewatch          | Themis    | MPC                           |
| 460815     | 2014 WN53  | 28 mar 2011 | Mount Lemmon  | Mount Lemmon Survey | —         | MPC                           |
| 460816     | 2014 WS53  | 13 mar 2005 | Kitt Peak     | Spacewatch          | —         | MPC                           |
| 460817     | 2014 WU53  | 16 mar 2005 | Mount Lemmon  | Mount Lemmon Survey | —         | MPC                           |
| 460818     | 2014 WQ55  | 18 nov 2008 | Kitt Peak     | Spacewatch          | —         | MPC                           |
| 460819     | 2014 WT55  | 1 out 2000  | Socorro       | LINEAR              | —         | MPC                           |
| 460820     | 2014 WG58  | 15 set 2009 | Kitt Peak     | Spacewatch          | —         | MPC                           |
| 460821     | 2014 WJ60  | 6 set 2008  | Mount Lemmon  | Mount Lemmon Survey | —         | MPC                           |
| 460822     | 2014 WR61  | 12 out 2007 | Mount Lemmon  | Mount Lemmon Survey | —         | MPC                           |
| 460823     | 2014 WX61  | 30 set 2009 | Mount Lemmon  | Mount Lemmon Survey | —         | MPC                           |
| 460824     | 2014 WQ63  | 25 set 2009 | Mount Lemmon  | Mount Lemmon Survey | —         | MPC                           |
| 460825     | 2014 WY63  | 11 set 2005 | Kitt Peak     | Spacewatch          | —         | MPC                           |
| 460826     | 2014 WA64  | 19 set 2009 | Kitt Peak     | Spacewatch          | —         | MPC                           |
| 460827     | 2014 WB64  | 29 mar 2008 | Catalina      | CSS                 | —         | MPC                           |
| 460828     | 2014 WS64  | 28 out 1997 | Kitt Peak     | Spacewatch          | —         | MPC                           |
| 460829     | 2014 WE65  | 14 out 2010 | Mount Lemmon  | Mount Lemmon Survey | —         | MPC                           |
| 460830     | 2014 WP65  | 21 mar 2012 | Mount Lemmon  | Mount Lemmon Survey | —         | MPC                           |
| 460831     | 2014 WA68  | 6 abr 2008  | Mount Lemmon  | Mount Lemmon Survey | —         | MPC                           |
| 460832     | 2014 WC68  | 27 out 2005 | Kitt Peak     | Spacewatch          | —         | MPC                           |
| 460833     | 2014 WC69  | 7 set 2008  | Mount Lemmon  | Mount Lemmon Survey | —         | MPC                           |
| 460834     | 2014 WO72  | 3 set 1999  | Kitt Peak     | Spacewatch          | —         | MPC                           |
| 460835     | 2014 WR72  | 18 out 2009 | Mount Lemmon  | Mount Lemmon Survey | Brangane  | MPC                           |
| 460836     | 2014 WT73  | 20 set 2003 | Anderson Mesa | LONEOS              | —         | MPC                           |
| 460837     | 2014 WM81  | 2 jan 2012  | Kitt Peak     | Spacewatch          | —         | MPC                           |
| 460838     | 2014 WA82  | 21 nov 2009 | Kitt Peak     | Spacewatch          | —         | MPC                           |
| 460839     | 2014 WM82  | 10 nov 2009 | Kitt Peak     | Spacewatch          | Brangane  | MPC                           |
| 460840     | 2014 WV83  | 31 mar 2009 | Kitt Peak     | Spacewatch          | —         | MPC                           |
| 460841     | 2014 WJ86  | 2 nov 2008  | Kitt Peak     | Spacewatch          | —         | MPC                           |
| 460842     | 2014 WF87  | 24 dez 2005 | Kitt Peak     | Spacewatch          | —         | MPC                           |
| 460843     | 2014 WB88  | 5 nov 1999  | Kitt Peak     | Spacewatch          | —         | MPC                           |
| 460844     | 2014 WA90  | 26 out 2009 | Kitt Peak     | Spacewatch          | —         | MPC                           |
| 460845     | 2014 WV91  | 27 out 2008 | Kitt Peak     | Spacewatch          | —         | MPC                           |
| 460846     | 2014 WH99  | 11 abr 2003 | Kitt Peak     | Spacewatch          | —         | MPC                           |
| 460847     | 2014 WZ100 | 10 jan 2010 | Mount Lemmon  | Mount Lemmon Survey | —         | MPC                           |
| 460848     | 2014 WT101 | 13 jun 2005 | Mount Lemmon  | Mount Lemmon Survey | —         | MPC                           |
| 460849     | 2014 WA103 | 19 nov 2009 | Kitt Peak     | Spacewatch          | —         | MPC                           |
| 460850     | 2014 WS103 | 13 mai 2012 | Mount Lemmon  | Mount Lemmon Survey | —         | MPC                           |
| 460851     | 2014 WN105 | 29 jul 2008 | Mount Lemmon  | Mount Lemmon Survey | —         | MPC                           |
| 460852     | 2014 WY105 | 1 out 2005  | Kitt Peak     | Spacewatch          | —         | MPC                           |
| 460853     | 2014 WP106 | 30 mar 2008 | Kitt Peak     | Spacewatch          | —         | MPC                           |
| 460854     | 2014 WZ106 | 24 nov 2009 | Kitt Peak     | Spacewatch          | Brangane  | MPC                           |
| 460855     | 2014 WS108 | 17 set 2009 | Mount Lemmon  | Mount Lemmon Survey | —         | MPC                           |
| 460856     | 2014 WP109 | 20 abr 2012 | Mount Lemmon  | Mount Lemmon Survey | —         | MPC                           |
| 460857     | 2014 WS109 | 30 abr 2006 | Kitt Peak     | Spacewatch          | —         | MPC                           |
| 460858     | 2014 WV112 | 23 out 2006 | Catalina      | CSS                 | Phocaea   | MPC                           |
| 460859     | 2014 WP119 | 1 mai 2006  | Kitt Peak     | Spacewatch          | —         | MPC                           |
| 460860     | 2014 WD121 | 16 set 2003 | Kitt Peak     | Spacewatch          | —         | MPC                           |
| 460861     | 2014 WH122 | 16 set 2003 | Kitt Peak     | Spacewatch          | Brangane  | MPC                           |
| 460862     | 2014 WX126 | 21 ago 2006 | Kitt Peak     | Spacewatch          | —         | MPC                           |
| 460863     | 2014 WY126 | 24 out 2008 | Kitt Peak     | Spacewatch          | —         | MPC                           |
| 460864     | 2014 WH127 | 28 dez 2003 | Kitt Peak     | Spacewatch          | —         | MPC                           |
| 460865     | 2014 WL127 | 14 out 2007 | Mount Lemmon  | Mount Lemmon Survey | Ursula    | MPC                           |
| 460866     | 2014 WS128 | 12 set 2004 | Kitt Peak     | Spacewatch          | —         | MPC                           |
| 460867     | 2014 WD132 | 28 set 2009 | Kitt Peak     | Spacewatch          | —         | MPC                           |
| 460868     | 2014 WQ132 | 20 out 2003 | Kitt Peak     | Spacewatch          | Ursula    | MPC                           |
| 460869     | 2014 WD136 | 19 set 2003 | Kitt Peak     | Spacewatch          | Brangane  | MPC                           |
| 460870     | 2014 WP136 | 14 abr 2004 | Kitt Peak     | Spacewatch          | —         | MPC                           |
| 460871     | 2014 WT136 | 24 set 2008 | Mount Lemmon  | Mount Lemmon Survey | Brangane  | MPC                           |
| 460872     | 2014 WQ137 | 24 set 2008 | Kitt Peak     | Spacewatch          | —         | MPC                           |
| 460873     | 2014 WT137 | 17 nov 2008 | Kitt Peak     | Spacewatch          | —         | MPC                           |
| 460874     | 2014 WY137 | 1 out 2008  | Mount Lemmon  | Mount Lemmon Survey | —         | MPC                           |
| 460875     | 2014 WB138 | 20 nov 2009 | Kitt Peak     | Spacewatch          | —         | MPC                           |
| 460876     | 2014 WF139 | 24 mar 2006 | Mount Lemmon  | Mount Lemmon Survey | —         | MPC                           |
| 460877     | 2014 WU140 | 9 fev 2005  | Kitt Peak     | Spacewatch          | —         | MPC                           |
| 460878     | 2014 WQ141 | 11 jun 2012 | Mount Lemmon  | Mount Lemmon Survey | —         | MPC                           |
| 460879     | 2014 WM144 | 30 nov 2003 | Kitt Peak     | Spacewatch          | —         | MPC                           |
| 460880     | 2014 WX150 | 20 ago 2009 | Kitt Peak     | Spacewatch          | —         | MPC                           |
| 460881     | 2014 WB151 | 21 out 2009 | Mount Lemmon  | Mount Lemmon Survey | —         | MPC                           |
| 460882     | 2014 WJ154 | 18 set 2009 | Mount Lemmon  | Mount Lemmon Survey | —         | MPC                           |
| 460883     | 2014 WW154 | 28 out 2005 | Mount Lemmon  | Mount Lemmon Survey | —         | MPC                           |
| 460884     | 2014 WN160 | 11 nov 2009 | Mount Lemmon  | Mount Lemmon Survey | —         | MPC                           |
| 460885     | 2014 WS160 | 21 fev 2007 | Mount Lemmon  | Mount Lemmon Survey | —         | MPC                           |
| 460886     | 2014 WQ162 | 9 dez 2004  | Kitt Peak     | Spacewatch          | —         | MPC                           |
| 460887     | 2014 WE163 | 24 abr 2007 | Kitt Peak     | Spacewatch          | —         | MPC                           |
| 460888     | 2014 WU163 | 1 set 2005  | Kitt Peak     | Spacewatch          | —         | MPC                           |
| 460889     | 2014 WL164 | 20 fev 2009 | Mount Lemmon  | Mount Lemmon Survey | —         | MPC                           |
| 460890     | 2014 WP164 | 22 dez 2000 | Kitt Peak     | Spacewatch          | —         | MPC                           |
| 460891     | 2014 WY165 | 4 nov 2004  | Kitt Peak     | Spacewatch          | —         | MPC                           |
| 460892     | 2014 WF168 | 8 out 2008  | Kitt Peak     | Spacewatch          | —         | MPC                           |
| 460893     | 2014 WN169 | 16 mar 2007 | Kitt Peak     | Spacewatch          | —         | MPC                           |
| 460894     | 2014 WW169 | 22 dez 2008 | Kitt Peak     | Spacewatch          | —         | MPC                           |
| 460895     | 2014 WC170 | 9 nov 2009  | Mount Lemmon  | Mount Lemmon Survey | —         | MPC                           |
| 460896     | 2014 WS179 | 9 nov 2009  | Kitt Peak     | Spacewatch          | —         | MPC                           |
| 460897     | 2014 WL180 | 27 jan 2007 | Mount Lemmon  | Mount Lemmon Survey | —         | MPC                           |
| 460898     | 2014 WE181 | 18 dez 2001 | Kitt Peak     | Spacewatch          | —         | MPC                           |
| 460899     | 2014 WW181 | 19 out 2006 | Mount Lemmon  | Mount Lemmon Survey | —         | MPC                           |
| 460900     | 2014 WE183 | 18 fev 2008 | Mount Lemmon  | Mount Lemmon Survey | —         | MPC                           |

## 460901–461000
| Designação | Designação | Descoberta  | Descoberta       | Descobridor(es)     | Categoria | Mais informações / Referência |
| Permanente | Provisória | Data        | Local            | Descobridor(es)     | Categoria | Mais informações / Referência |
| ---------- | ---------- | ----------- | ---------------- | ------------------- | --------- | ----------------------------- |
| 460901     | 2014 WM188 | 27 mar 2008 | Mount Lemmon     | Mount Lemmon Survey | —         | MPC                           |
| 460902     | 2014 WP188 | 17 nov 2006 | Mount Lemmon     | Mount Lemmon Survey | —         | MPC                           |
| 460903     | 2014 WO193 | 17 ago 2009 | Catalina         | CSS                 | —         | MPC                           |
| 460904     | 2014 WX195 | 9 set 2008  | Mount Lemmon     | Mount Lemmon Survey | —         | MPC                           |
| 460905     | 2014 WK196 | 17 dez 2009 | Mount Lemmon     | Mount Lemmon Survey | —         | MPC                           |
| 460906     | 2014 WX198 | 10 ago 2007 | Kitt Peak        | Spacewatch          | —         | MPC                           |
| 460907     | 2014 WD199 | 24 set 2008 | Mount Lemmon     | Mount Lemmon Survey | —         | MPC                           |
| 460908     | 2014 WZ199 | 10 abr 2005 | Kitt Peak        | Spacewatch          | —         | MPC                           |
| 460909     | 2014 WM206 | 20 nov 2009 | Kitt Peak        | Spacewatch          | Brangane  | MPC                           |
| 460910     | 2014 WX212 | 8 nov 2009  | Mount Lemmon     | Mount Lemmon Survey | —         | MPC                           |
| 460911     | 2014 WX213 | 2 jan 2012  | Mount Lemmon     | Mount Lemmon Survey | —         | MPC                           |
| 460912     | 2014 WL214 | 11 nov 2004 | Kitt Peak        | Spacewatch          | —         | MPC                           |
| 460913     | 2014 WM214 | 5 mai 2006  | Kitt Peak        | Spacewatch          | —         | MPC                           |
| 460914     | 2014 WP214 | 16 nov 2006 | Mount Lemmon     | Mount Lemmon Survey | —         | MPC                           |
| 460915     | 2014 WE216 | 26 nov 2009 | Mount Lemmon     | Mount Lemmon Survey | —         | MPC                           |
| 460916     | 2014 WX216 | 28 abr 2012 | Mount Lemmon     | Mount Lemmon Survey | —         | MPC                           |
| 460917     | 2014 WQ219 | 2 dez 2005  | Kitt Peak        | Spacewatch          | —         | MPC                           |
| 460918     | 2014 WS219 | 16 nov 2009 | Kitt Peak        | Spacewatch          | —         | MPC                           |
| 460919     | 2014 WB220 | 23 out 2005 | Catalina         | CSS                 | —         | MPC                           |
| 460920     | 2014 WN220 | 30 out 2005 | Kitt Peak        | Spacewatch          | —         | MPC                           |
| 460921     | 2014 WQ221 | 10 nov 2009 | Kitt Peak        | Spacewatch          | —         | MPC                           |
| 460922     | 2014 WB224 | 24 out 2009 | Kitt Peak        | Spacewatch          | —         | MPC                           |
| 460923     | 2014 WD224 | 5 set 2003  | Campo Imperatore | CINEOS              | —         | MPC                           |
| 460924     | 2014 WO225 | 9 out 2008  | Kitt Peak        | Spacewatch          | —         | MPC                           |
| 460925     | 2014 WO226 | 17 nov 2009 | Kitt Peak        | Spacewatch          | —         | MPC                           |
| 460926     | 2014 WY226 | 31 out 2008 | Mount Lemmon     | Mount Lemmon Survey | —         | MPC                           |
| 460927     | 2014 WY228 | 29 jan 2011 | Kitt Peak        | Spacewatch          | —         | MPC                           |
| 460928     | 2014 WM230 | 20 out 2003 | Kitt Peak        | Spacewatch          | Brangane  | MPC                           |
| 460929     | 2014 WO230 | 26 nov 2003 | Kitt Peak        | Spacewatch          | —         | MPC                           |
| 460930     | 2014 WJ231 | 8 mar 2008  | Mount Lemmon     | Mount Lemmon Survey | —         | MPC                           |
| 460931     | 2014 WA232 | 17 set 2009 | Catalina         | CSS                 | —         | MPC                           |
| 460932     | 2014 WV232 | 2 dez 2005  | Mount Lemmon     | Mount Lemmon Survey | —         | MPC                           |
| 460933     | 2014 WG234 | 17 set 2009 | Kitt Peak        | Spacewatch          | —         | MPC                           |
| 460934     | 2014 WM234 | 15 set 2004 | Kitt Peak        | Spacewatch          | —         | MPC                           |
| 460935     | 2014 WP237 | 6 jan 2010  | Kitt Peak        | Spacewatch          | —         | MPC                           |
| 460936     | 2014 WS239 | 15 dez 2006 | Kitt Peak        | Spacewatch          | —         | MPC                           |
| 460937     | 2014 WW241 | 11 mar 2005 | Mount Lemmon     | Mount Lemmon Survey | —         | MPC                           |
| 460938     | 2014 WT249 | 29 mai 2008 | Mount Lemmon     | Mount Lemmon Survey | —         | MPC                           |
| 460939     | 2014 WU252 | 27 dez 2006 | Mount Lemmon     | Mount Lemmon Survey | —         | MPC                           |
| 460940     | 2014 WB254 | 17 dez 2009 | Kitt Peak        | Spacewatch          | Brangane  | MPC                           |
| 460941     | 2014 WS254 | 11 mar 2011 | Kitt Peak        | Spacewatch          | —         | MPC                           |
| 460942     | 2014 WN258 | 14 mar 2007 | Kitt Peak        | Spacewatch          | —         | MPC                           |
| 460943     | 2014 WA259 | 30 abr 2006 | Kitt Peak        | Spacewatch          | —         | MPC                           |
| 460944     | 2014 WV259 | 26 out 2005 | Kitt Peak        | Spacewatch          | —         | MPC                           |
| 460945     | 2014 WX259 | 4 mar 2005  | Mount Lemmon     | Mount Lemmon Survey | —         | MPC                           |
| 460946     | 2014 WB261 | 28 mai 2008 | Mount Lemmon     | Mount Lemmon Survey | —         | MPC                           |
| 460947     | 2014 WK262 | 29 out 2008 | Kitt Peak        | Spacewatch          | —         | MPC                           |
| 460948     | 2014 WR262 | 5 abr 2011  | Kitt Peak        | Spacewatch          | —         | MPC                           |
| 460949     | 2014 WG266 | 11 set 2004 | Kitt Peak        | Spacewatch          | —         | MPC                           |
| 460950     | 2014 WV267 | 20 out 2007 | Kitt Peak        | Spacewatch          | —         | MPC                           |
| 460951     | 2014 WX267 | 25 out 2005 | Kitt Peak        | Spacewatch          | —         | MPC                           |
| 460952     | 2014 WZ267 | 1 abr 2010  | WISE             | WISE                | —         | MPC                           |
| 460953     | 2014 WO269 | 17 out 2007 | Mount Lemmon     | Mount Lemmon Survey | —         | MPC                           |
| 460954     | 2014 WB270 | 21 dez 2005 | Kitt Peak        | Spacewatch          | —         | MPC                           |
| 460955     | 2014 WM270 | 18 dez 2009 | Mount Lemmon     | Mount Lemmon Survey | —         | MPC                           |
| 460956     | 2014 WT273 | 19 mai 2012 | Mount Lemmon     | Mount Lemmon Survey | —         | MPC                           |
| 460957     | 2014 WB274 | 27 nov 2009 | Kitt Peak        | Spacewatch          | Brangane  | MPC                           |
| 460958     | 2014 WN275 | 24 mar 2006 | Mount Lemmon     | Mount Lemmon Survey | —         | MPC                           |
| 460959     | 2014 WN279 | 18 abr 2010 | WISE             | WISE                | —         | MPC                           |
| 460960     | 2014 WP280 | 17 mar 2010 | WISE             | WISE                | —         | MPC                           |
| 460961     | 2014 WL281 | 16 out 2009 | Mount Lemmon     | Mount Lemmon Survey | —         | MPC                           |
| 460962     | 2014 WV287 | 23 nov 2009 | Mount Lemmon     | Mount Lemmon Survey | —         | MPC                           |
| 460963     | 2014 WY288 | 14 mai 2012 | Kitt Peak        | Spacewatch          | —         | MPC                           |
| 460964     | 2014 WK290 | 23 abr 2004 | Kitt Peak        | Spacewatch          | Phocaea   | MPC                           |
| 460965     | 2014 WL292 | 14 fev 2005 | Kitt Peak        | Spacewatch          | —         | MPC                           |
| 460966     | 2014 WR295 | 10 jun 2007 | Kitt Peak        | Spacewatch          | —         | MPC                           |
| 460967     | 2014 WD297 | 6 jan 2010  | Mount Lemmon     | Mount Lemmon Survey | —         | MPC                           |
| 460968     | 2014 WP298 | 3 mai 2010  | WISE             | WISE                | —         | MPC                           |
| 460969     | 2014 WS302 | 9 set 2008  | Mount Lemmon     | Mount Lemmon Survey | —         | MPC                           |
| 460970     | 2014 WZ311 | 3 mai 2003  | Kitt Peak        | Spacewatch          | —         | MPC                           |
| 460971     | 2014 WY314 | 19 jan 2012 | Kitt Peak        | Spacewatch          | —         | MPC                           |
| 460972     | 2014 WN320 | 15 abr 2008 | Mount Lemmon     | Mount Lemmon Survey | —         | MPC                           |
| 460973     | 2014 WB321 | 25 mar 2007 | Mount Lemmon     | Mount Lemmon Survey | —         | MPC                           |
| 460974     | 2014 WO322 | 2 dez 2010  | Kitt Peak        | Spacewatch          | —         | MPC                           |
| 460975     | 2014 WW322 | 5 mai 2010  | WISE             | WISE                | —         | MPC                           |
| 460976     | 2014 WX325 | 31 mai 2006 | Kitt Peak        | Spacewatch          | —         | MPC                           |
| 460977     | 2014 WS326 | 25 fev 2011 | Kitt Peak        | Spacewatch          | Brangane  | MPC                           |
| 460978     | 2014 WP327 | 18 mar 2010 | WISE             | WISE                | —         | MPC                           |
| 460979     | 2014 WP328 | 30 jul 2008 | Mount Lemmon     | Mount Lemmon Survey | —         | MPC                           |
| 460980     | 2014 WU330 | 21 set 2008 | Mount Lemmon     | Mount Lemmon Survey | Brangane  | MPC                           |
| 460981     | 2014 WW330 | 9 mai 2006  | Mount Lemmon     | Mount Lemmon Survey | —         | MPC                           |
| 460982     | 2014 WO334 | 10 dez 2009 | Mount Lemmon     | Mount Lemmon Survey | —         | MPC                           |
| 460983     | 2014 WT335 | 23 nov 2009 | Kitt Peak        | Spacewatch          | —         | MPC                           |
| 460984     | 2014 WL336 | 13 abr 2012 | Kitt Peak        | Spacewatch          | —         | MPC                           |
| 460985     | 2014 WW339 | 5 mar 2011  | Mount Lemmon     | Mount Lemmon Survey | Brangane  | MPC                           |
| 460986     | 2014 WF340 | 29 mar 2010 | WISE             | WISE                | —         | MPC                           |
| 460987     | 2014 WO340 | 17 dez 2009 | Mount Lemmon     | Mount Lemmon Survey | —         | MPC                           |
| 460988     | 2014 WP340 | 9 mar 2011  | Mount Lemmon     | Mount Lemmon Survey | Brangane  | MPC                           |
| 460989     | 2014 WH346 | 13 set 2005 | Kitt Peak        | Spacewatch          | —         | MPC                           |
| 460990     | 2014 WP346 | 21 jan 2009 | Mount Lemmon     | Mount Lemmon Survey | —         | MPC                           |
| 460991     | 2014 WU346 | 3 mar 2006  | Mount Lemmon     | Mount Lemmon Survey | Brangane  | MPC                           |
| 460992     | 2014 WW347 | 8 jan 2010  | Mount Lemmon     | Mount Lemmon Survey | —         | MPC                           |
| 460993     | 2014 WB349 | 14 dez 2004 | Kitt Peak        | Spacewatch          | —         | MPC                           |
| 460994     | 2014 WP349 | 13 jan 2005 | Kitt Peak        | Spacewatch          | Brangane  | MPC                           |
| 460995     | 2014 WE350 | 18 set 2009 | Kitt Peak        | Spacewatch          | Eos       | MPC                           |
| 460996     | 2014 WX352 | 23 set 2009 | Mount Lemmon     | Mount Lemmon Survey | —         | MPC                           |
| 460997     | 2014 WM356 | 13 mar 2007 | Kitt Peak        | Spacewatch          | —         | MPC                           |
| 460998     | 2014 WV357 | 11 mar 2005 | Catalina         | CSS                 | —         | MPC                           |
| 460999     | 2014 WF358 | 20 dez 2009 | Mount Lemmon     | Mount Lemmon Survey | —         | MPC                           |
| 461000     | 2014 WL361 | 5 set 2008  | Kitt Peak        | Spacewatch          | —         | MPC                           |